# Liste der Biografien/Rub
Liste der Biografien |
Portal Biografien |
Personensuche
# |
A |
B |
C |
D |
E |
F |
G |
H |
I |
J |
K |
L |
M |
N |
O |
P |
Q |
R |
S |
T |
U |
V |
W |
X |
Y |
Z |
?
 
Ra |
Rb |
Rd |
Re |
Rh |
Ri |
Rj |
Rk |
Rl |
Rm |
Rn |
Ro |
Rr |
Rs |
Rt |
Ru |
Rv |
Rw |
Rx |
Ry |
Rz
 
Rua |
Rub |
Ruc |
Rud |
Rue |
Ruf |
Rug |
Ruh |
Rui |
Ruj |
Ruk |
Rul |
Rum |
Run |
Ruo |
Rup |
Rur |
Rus |
Rut |
Ruu |
Ruv |
Ruw |
Rux |
Ruy |
Ruz
Die Liste der Biografien führt alle Personen auf, die in der deutschsprachigen Wikipedia einen Artikel haben. Dieses ist eine Teilliste mit 504 Einträgen von Personen, deren Namen mit den Buchstaben „Rub“ beginnt.

## Rub
- Rub, Christian (1886–1956), deutscher Kinderdarsteller und Schauspieler in den Vereinigten Staaten
- Rüb, Clemens, deutscher Basketballspieler
- Rub, Dominique (1952–2013), griechisch-schweizerische Journalistin, Nachrichtensprecherin und Verlegerin
- Rüb, Friedbert W. (* 1953), deutscher Soziologe und Politikwissenschaftler
- Rüb, Julius (1886–1968), deutscher Landwirt und Politiker (SPD), MdL
- Rüb, Karl (1896–1970), deutscher Diplom-Ingenieur
- Rub, Kurt (* 1946), Schweizer Radrennfahrer
- Rüb, Matthias (* 1962), deutscher Journalist
- Rub, Otto (1856–1942), deutscher Schauspieler, Regisseur, Burgschauspieler und Historiker
- Rüb, Wolfgang (* 1952), deutscher Schriftsteller

### Ruba
- Rubach, Adam Bogislaus (* 1652), Jurist und brandenburgischer Resident in Danzig
- Rubach, Dieter (* 1955), deutscher Bassist
- Rubach, Malte (* 1980), deutscher Ernährungswissenschaftler und Sachbuchautor
- Rubackytė, Mūza (* 1959), litauische Pianistin und Musikpädagogin
- Rubacuori, Ruby (* 1992), marokkanische Affärenbeteiligte
- Rubahn, Horst-Günter (* 1959), deutscher Physiker und Professor
- Rubaiawi, Ali Ammar (* 2004), irakischer Gewichtheber
- Rubaie, Mohammed al- (* 1997), saudi-arabischer Fußballtorhüter
- Rubakow, Waleri Anatoljewitsch (1955–2022), russischer Physiker
- Rubalcaba, Alexis (* 1972), kubanischer Boxer
- Rubalcaba, Gonzalo (* 1963), kubanischer Komponist und Jazz-Pianist
- Rubalcaba, Guillermo (1927–2015), kubanischer Pianist, Komponist und Orchesterleiter (Charanga)
- Ruban, Julija (* 1983), ukrainische Marathonläuferin
- Ruban, Karl-Heinz (* 1952), deutscher Eishockeyspieler
- Ruban, Reinhild (* 1944), deutsche Juristin und Richterin am Bundesfinanzhof
- Ruban, Wiktor (* 1981), ukrainischer Bogenschütze
- Ruban-Zeh, Torsten (* 1963), deutscher Kommunalpolitiker, Oberbürgermeister von Hoyerswerda
- Rubant, Franz (1896–1963), österreichischer Politiker (SPÖ), Mitglied des Bundesrates
- Rubaramira, Callistus (* 1950), ugandischer Priester, Bischof von Kabale
- Rubardt, Paul (1892–1971), deutscher Musikwissenschaftler und Musikpädagoge
- Rubartelli, Franco (* 1937), italienischer Fotograf und Filmregisseur
- Rubarth, Carl Sven (1905–1996), schwedischer Tierarzt und Veterinärpathologe
- Rubarth, Mats (* 1977), schwedischer Fußballspieler
- Rubáš, Josef (* 1982), tschechischer Badmintonspieler
- Rubaschwili, Wladimir Grigorjewitsch (1940–1964), sowjetischer Ringer
- Rubatscher, Maria Veronika (1900–1987), österreichische Schriftstellerin
- Rubattel, Rodolphe (1896–1961), Schweizer Politiker (FDP)
- Rubatto, Carlo (1810–1891), italienischer Bildhauer

### Rubb
- Rubbel, Gisela (1929–2015), deutsche Schauspielerin
- Rubbel, Rudi (1920–1971), deutscher Neuerer, FDGB-Funktionär, Wirtschaftspolitiker (SED) und Kombinatsdirektor
- Rübberdt, Rudolf (1905–1981), deutscher Volkswirt, Historiker und Politiker (CDU), MdBB
- Rübbert, Fritz (1915–1975), deutscher Maler und Grafiker
- Rubbert, Rainer (* 1957), deutscher Komponist
- Rubbert, Susanne (* 1955), deutsche Juristin und Richterin
- Rubbia, Carlo (* 1934), italienischer PhysikerCarlo Rubbia (* 1934)

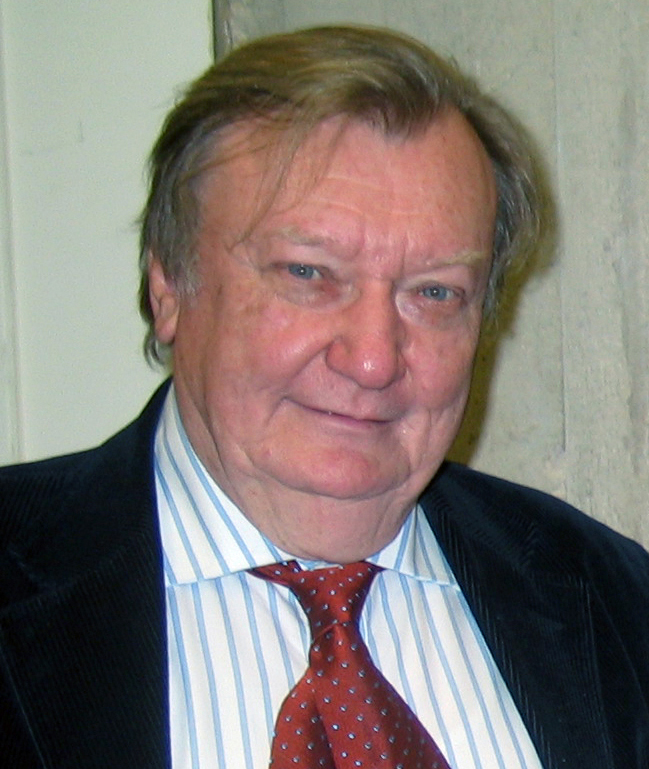
Carlo Rubbia (* 1934)

- Rubbietti, Giorgio, italienischer Autorennfahrer
- Rubbo, Rómulo, uruguayischer Politiker
- Rubbra, Edmund (1901–1986), englischer Komponist und Pianist

### Rubc
- Rubčić, Mladen (1926–1994), deutscher Architekt
- Rübcke, Tanja (* 1969), deutsche Sängerin, Schauspielerin und Musicaldarstellerin

### Rube
- Rübe, Adolf (1896–1974), deutscher Kriminalsekretär, SS-Hauptscharführer und Kriegsverbrecher
- Rube, Ernst Ludwig (1783–1870), Landtagsabgeordneter Großherzogtum Hessen
- Rube, Friedrich (1771–1853), deutscher Arzt und Politiker
- Rube, Willi (1918–1997), deutscher Fußballspieler
- Rubeck, Peter (* 1961), deutscher Fußballspieler und -trainer
- Rubehn, Justus (1904–1997), deutscher Jurist, Kreishauptmann und Regierungsdirektor
- Rübekeil, Ludwig (* 1958), deutscher Philologe
- Rübel, Alex (* 1955), Schweizer Tierarzt und Zoodirektor
- Rubel, Alexander (* 1969), deutscher Althistoriker
- Rübel, Doris (* 1952), deutsche Kinderbuchautorin
- Rübel, Eduard August (1876–1960), Schweizer Vegetationskundler, Stifter, Zürcher Kantonsrat
- Rubel, Georg (* 1978), deutscher Theologe
- Rübel, Gerhard (* 1951), deutscher Ökonom
- Rubel, Igor Georgijewitsch (1933–1963), sowjetischer Schachspieler
- Rubel, Ira Washington († 1908), US-amerikanischer Erfinder
- Rübel, Karl (1848–1916), deutscher Historiker und Archivar
- Rübel, Karl (1895–1945), deutscher Generalleutnant der Wehrmacht
- Rubel, Maximilien (1905–1996), französischer Soziologe und Rätekommunist
- Rubel, Nomi (1910–1996), deutsch-amerikanische Schriftstellerin
- Rübel, Peter Engelbert (1736–1800), Bürgermeister in Elberfeld
- Rubel, Rüdiger (* 1954), deutscher Rechtswissenschaftler und Vorsitzender Richter am deutschen Bundesverwaltungsgericht
- Rübel, Walter (* 1900), deutscher Politiker (CDU)
- Rubeli, Theodor Oskar (1861–1952), Schweizer Veterinärmediziner
- Rubell, Paul (* 1952), US-amerikanischer Filmeditor
- Rubell, Steve (1943–1989), US-amerikanischer Unternehmer, Gründer der New Yorker Diskothek Studio 54
- Rubelli von Sturmfest, Ludwig (1841–1905), österreichischer Marinemaler italienischer Abstammung
- Rubellia Bassa, wohl Tochter des Gaius Rubellius Blandus und mit einem Onkel des Kaisers Nerva verheiratet
- Rubellius Blandus, römischer Rhetoriklehrer
- Rubellius Blandus, Gaius, römischer Senator, Suffektkonsul 18
- Rubellius Plautus († 62), römischer Adliger und Konkurrent Neros
- Rübelmann, Manfred Beltz (1931–2015), deutscher Verleger
- Rübelt, Lothar (1901–1990), österreichischer Sport- und Pressefotograf
- Ruben (1025–1095), Fürst von Kleinarmenien
- Ruben (* 1995), norwegischer Sänger und Songwriter
- Ruben II. († 1170), Fürst von Kleinarmenien
- Ruben III. (1145–1187), Fürst von Kleinarmenien
- Rubén Lugones, Jorge (* 1952), argentinischer Geistlicher, Bischof von Lomas de Zamora
- Rúben Micael (* 1986), portugiesischer Fußballspieler
- Ruben, Aarne (* 1971), estnischer Schriftsteller
- Ruben, Bradley (* 1986), US-amerikanischer Pokerspieler
- Ruben, Christian (1805–1875), deutsch-österreichischer Maler und Hochschullehrer
- Ruben, Emmi (1875–1955), deutsche Kunstsammlerin und Mäzenin
- Ruben, Ernst (1880–1944), deutscher Richter
- Ruben, Franz (1842–1920), österreichischer Historien-, Genre- und Landschaftsmaler
- Ruben, Gunnhild (1926–2012), deutsche Architektin und Heimatforscherin
- Ruben, Joseph (* 1950), US-amerikanischer Filmregisseur und Drehbuchautor
- Ruben, Josh (* 1983), amerikanischer Schauspieler, Regisseur, DrehbuchautorJosh Ruben (* 1983)

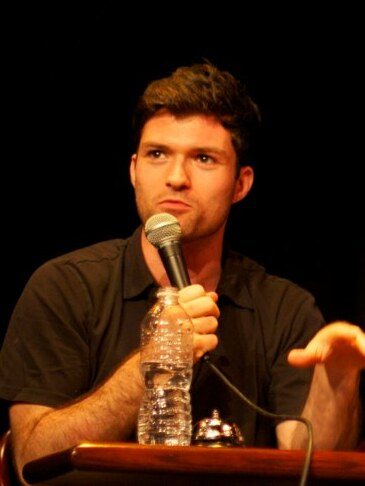
Josh Ruben (* 1983)

- Ruben, Leonhard (1551–1609), deutscher Abt des Benediktinerklosters Abdinghof, Paderborn
- Ruben, Manuela (* 1964), deutsche Eiskunstläuferin
- Ruben, Marco (* 1986), argentinischer Fußballspieler
- Ruben, Mario (* 1968), deutscher Chemiker und Hochschullehrer
- Ruben, Paul (1866–1943), deutscher Klassischer Philologe und Bibelwissenschaftler
- Ruben, Peter (1933–2024), deutscher Philosoph
- Ruben, Sam (1913–1943), US-amerikanischer Chemiker
- Ruben, Samuel (1900–1988), US-amerikanischer Erfinder in der Elektrochemie
- Ruben, Spookey, kanadischer Musiker
- Ruben, Tanel (* 1970), estnischer Jazzmusiker
- Ruben, Walter (1899–1982), deutscher Indologe
- Ruben-Wolf, Martha (1887–1939), deutsche Ärztin und Autorin
- Rübenach, Bernhard (1927–2005), deutscher Rundfunkjournalist, Rundfunkautor und -regisseur
- Rübenach, Peter (1947–2020), deutscher Fußballspieler
- Rübenacker, Andrea (* 1974), deutsche Journalistin und Medienmanagerin
- Rübenacker, Thomas (1952–2024), deutscher Cellist, Musikkritiker, Journalist und Rundfunkmoderator
- Rubenbauer, Gerd (* 1948), deutscher Sportreporter und FernsehmoderatorGerd Rubenbauer (* 1948)

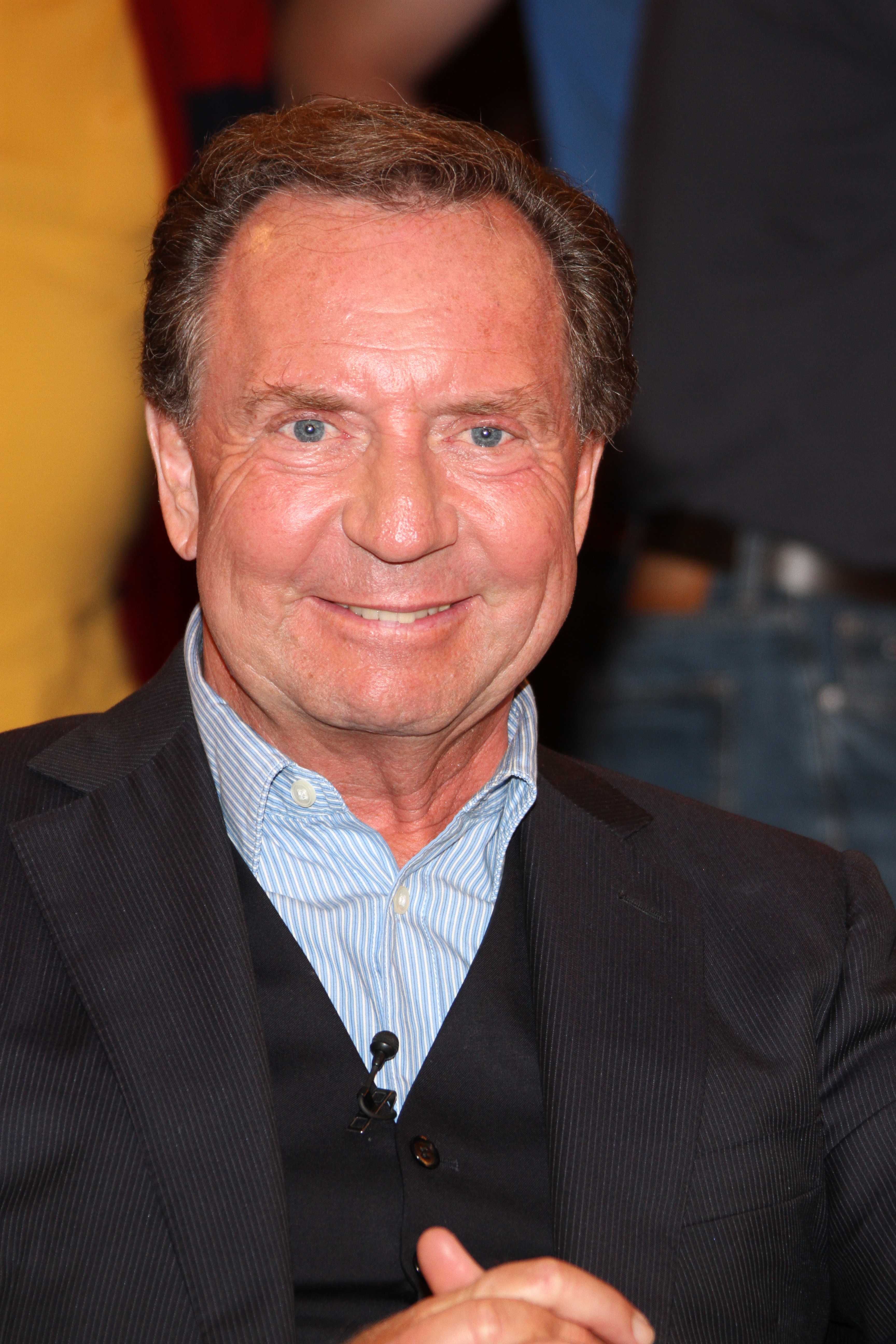
Gerd Rubenbauer (* 1948)

- Rubenbauer, Günther (1940–2019), deutscher Fußballspieler
- Rubenbauer, Hans (1885–1963), deutscher Altphilologe
- Rubenbauer, Herbert (* 1950), deutscher Politiker (CSU), MdL
- Rubenberger, Sepp (1931–2013), deutscher Musiker, Komponist und Lehrer
- Rubenfeld, Jed (* 1959), US-amerikanischer Schriftsteller
- Rubenfeld, Michael (* 1979), kanadischer Schauspieler
- Rubenhold, Hallie (* 1971), britische Historikerin und Autorin
- Rubenis, Arnolds (1910–2002), lettischer Fußballspieler
- Rubenis, Mārtiņš (* 1978), lettischer Rennrodler
- Rübenkönig, Gerhard (* 1942), deutscher Politiker (SPD), MdB
- Rubenow, Everhard († 1379), Bürgermeister von Greifswald
- Rubenow, Heinrich († 1419), Bürgermeister von Greifswald
- Rubenow, Heinrich († 1462), Greifswalder Bürgermeister und Mitgründer der Universität Greifswald
- Rubens, Alma (1897–1931), US-amerikanische Stummfilmschauspielerin
- Rübens, Annemarie (1900–1991), deutsch-argentinische Theologin, Widerstandskämpferin und Wohltäterin in Uruguay
- Rubens, Bernice (1928–2004), britische Romanautorin
- Rubens, Heinrich (1865–1922), deutscher Physiker
- Rubens, Jan (1530–1587), Rechtsgelehrter
- Rubens, Joseph (1900–1969), deutscher Arzt und Generalmajor der Volkspolizei
- Rubens, Peter Paul (1577–1640), flämischer MalerPeter Paul Rubens (1577–1640)

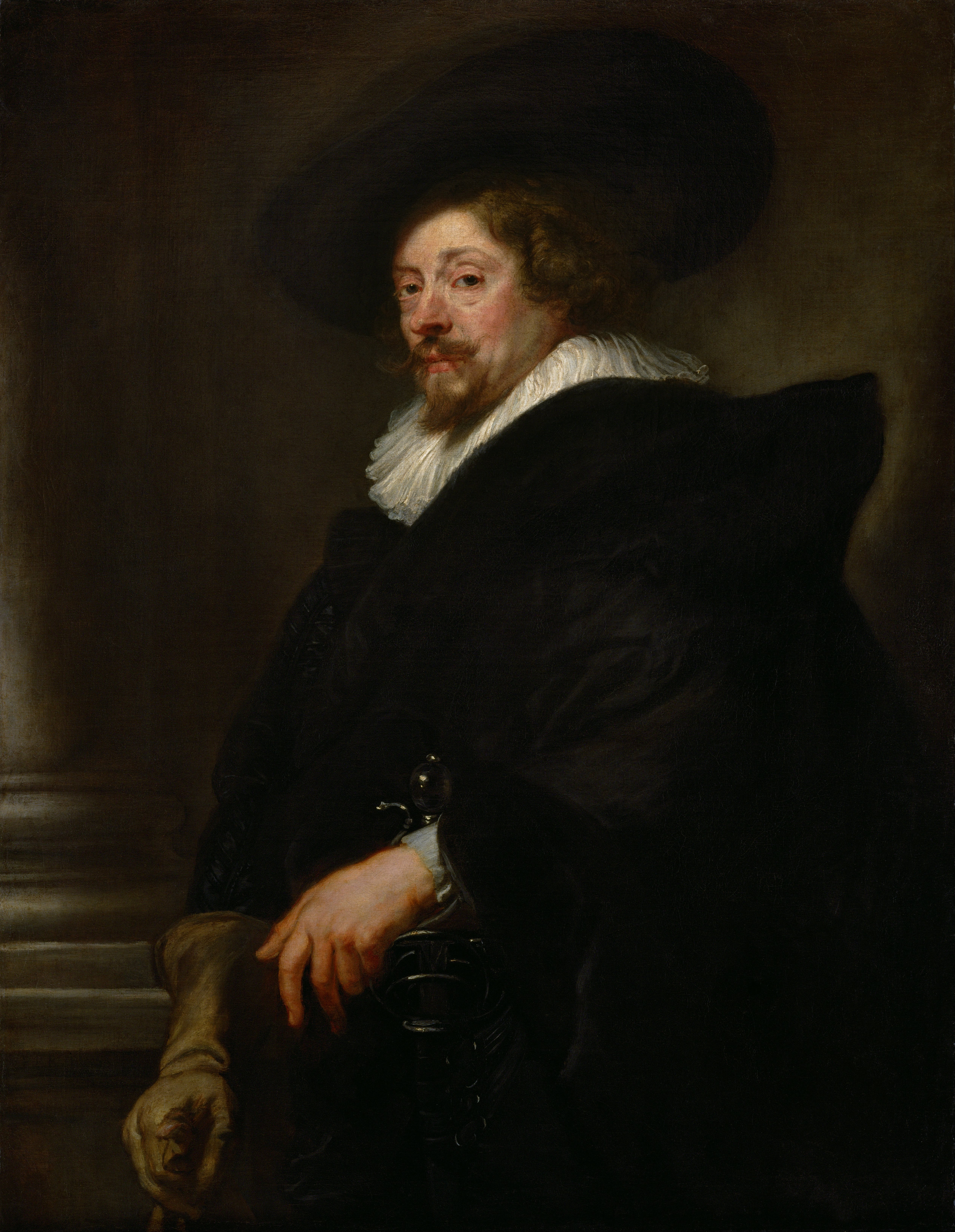
Peter Paul Rubens (1577–1640)

- Rubens, Philip (1574–1611), Philologe und der ältere Bruder des Peter Paul Rubens
- Rubens, Shona (* 1986), kanadische Skirennläuferin
- Rubens, Sibylla (* 1970), deutsche Sängerin klassischer Musik in der Stimmlage Sopran
- Rübensam, Erich (1922–2016), deutscher Landwirt und Politiker (SED)
- Rubensohn, Emmy (1884–1961), deutsche Musikmäzenin, Konzertmanagerin und Salonnière
- Rubensohn, Max (1864–1913), deutscher Altphilologe und Literaturhistoriker
- Rubensohn, Otto (1867–1964), deutscher Klassischer Archäologe
- Rubensson, Elin (* 1993), schwedische Fußballspielerin
- Rubenstein, Arthur H. (* 1937), südafrikanisch-US-amerikanischer Endokrinologe und Diabetologe
- Rubenstein, Bill (* 1928), US-amerikanischer Jazzpianist
- Rubenstein, Daniel I. (* 1950), US-amerikanischer Verhaltensbiologe, Ökologe und Pädagoge
- Rubenstein, David (* 1949), US-amerikanischer Unternehmer, Investor und PhilanthropDavid Rubenstein (* 1949)

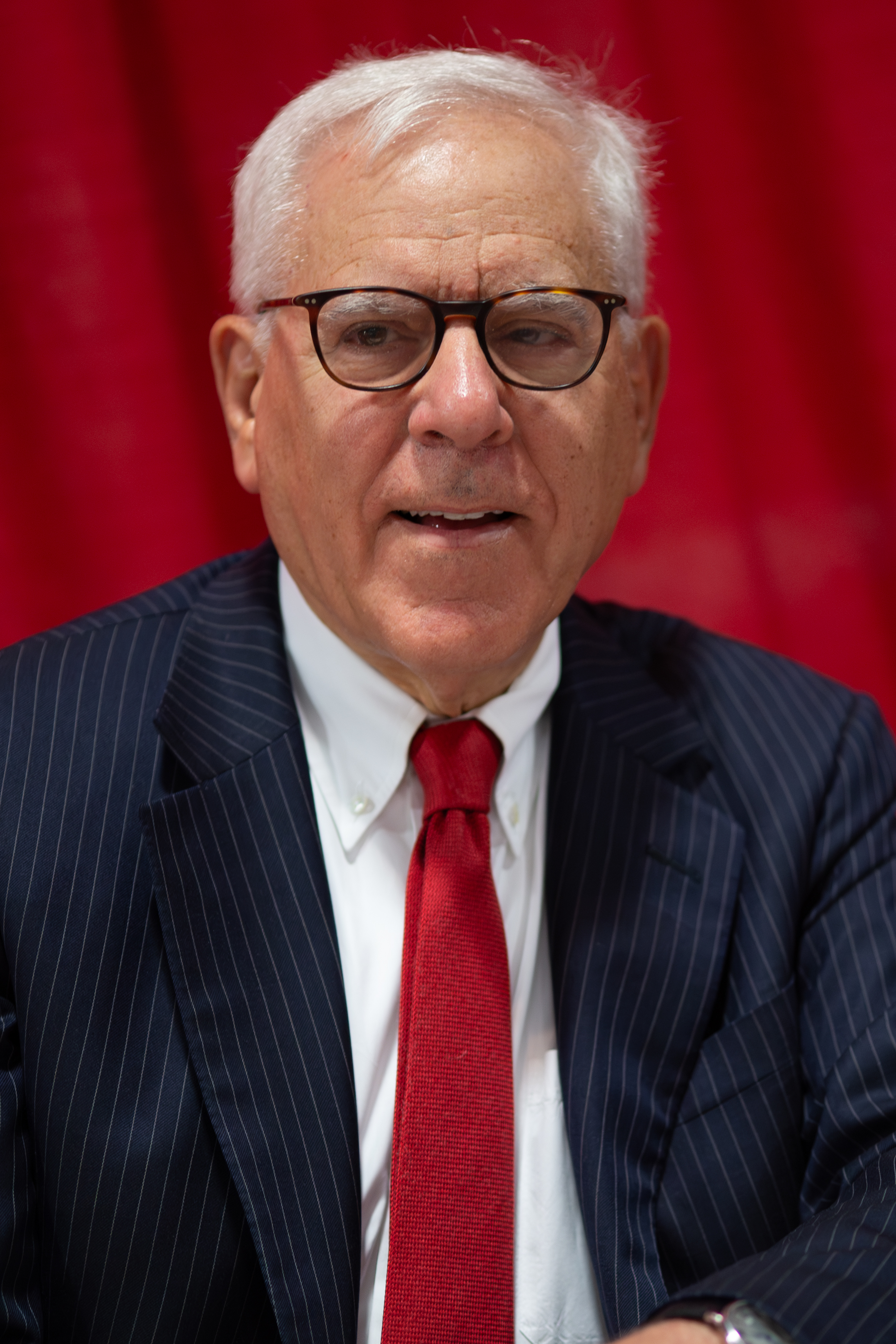
David Rubenstein (* 1949)

- Rubenstein, Louis (1861–1931), kanadischer Eiskunstläufer, Sportfunktionär und Lokalpolitiker
- Rubenstein, Richard Lowell (1924–2021), US-amerikanischer Rabbiner und Autor
- Rübenstrunk, Hans (1926–1976), deutscher Politiker (SPD), MdL
- Rubeo, Bruno (1946–2011), italienischer Filmausstatter
- Rubeo, Mayes C. (* 1962), mexikanische Kostümbildnerin
- Rubeor, James T., US-amerikanischer Offizier, Generalmajor der US Air Force
- Rüber, Eduard (1804–1874), deutscher Architekt und bayerischer Baubeamter
- Ruber, Ignaz von (1845–1933), österreichischer Politiker und Jurist
- Rüber, Johannes (1928–2018), deutscher Schriftsteller und Dichter
- Rüber, Josef (1917–1977), deutscher Landwirt und Politiker (CDU), MdL
- Rüberg, Aloys (1894–1971), deutscher Handwerkerfunktionär, Beamter und Politiker (Zentrum), MdL
- Ruberg, Bernhard (1897–1945), deutscher Politiker (NSDAP), MdR und SS-FührerBernhard Ruberg (1897–1945)

Bernhard Ruberg (1897–1945)

- Ruberg, Carl (1892–1985), deutscher Ökonom und Hochschullehrer
- Ruberg, Johann Christian († 1807), deutscher Erfinder
- Ruberg, Shachar (* 1994), israelischer Snookerspieler
- Ruberg, Uwe (* 1936), deutscher Germanistischer Mediävist und Hochschullehrer
- Ruberl, Karl (1880–1966), österreichischer Schwimmer
- Rubert, Hélio Adelar (* 1945), brasilianischer Geistlicher, römisch-katholischer Erzbischof von Santa Maria
- Rubert, Johann Martin, deutscher Organist und Komponist
- Ruberti, Antonio (1927–2000), italienischer Politiker
- Ruberti, Paolo (* 1975), italienischer Autorennfahrer
- Ruberto, Anthony, US-amerikanischer Pokerspieler
- Rubeš, František Jaromír (1814–1853), tschechischer Schriftsteller
- Rubeš, Jan (1920–2009), tschechoslowakisch-kanadischer Opernsänger (Bass) und Schauspieler
- Rubeš, Martin (* 1996), tschechischer Degenfechter
- Rubeš, Radek (* 1971), tschechischer Diplomat
- Rubes, Vladimir (* 1970), tschechisch-australischer Eishockeyspieler und -trainer
- Rübesam, Sandra (* 1988), deutsche Mountainbikerin
- Rübesamen, August (1823–1893), deutscher evangelischer Geistlicher
- Rübesamen, Hermann (1892–1916), deutscher Schachkomponist
- Rübesamen, Kristin, deutsche Schriftstellerin
- Rubey, Benedikt (* 1981), österreichischer Filmeditor
- Rubey, Manuel (* 1979), österreichischer Rocksänger und SchauspielerManuel Rubey (* 1979)

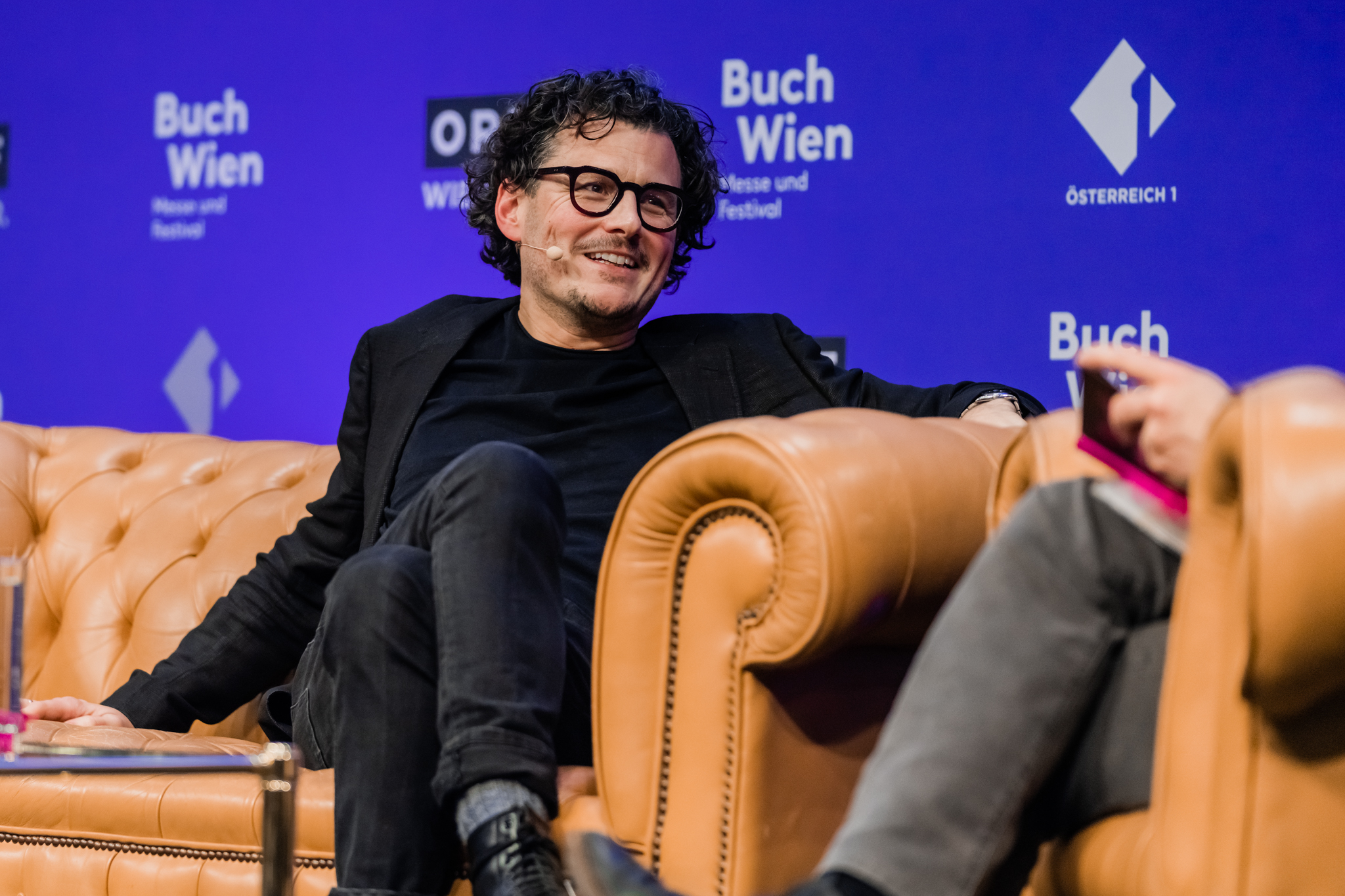
Manuel Rubey (* 1979)

- Rubey, Norbert (* 1955), österreichischer Musikforscher
- Rubey, Thomas L. (1862–1928), US-amerikanischer Politiker
- Rubey, William Walden (1898–1974), US-amerikanischer Geologe
- Rubežić, Slobodan (* 2000), serbischer Fußballspieler

### Rubh
- Rübhausen, Reiner (* 1960), deutscher Sozialarbeiter und Kabarettist

### Rubi
- Rubi (* 1970), spanischer Fußballspieler und -trainer
- Rubi (* 2000), deutsche Schauspielerin und Sängerin
- Rubi, Adolf (1905–1988), Schweizer Bergführer und Skisportler
- Rubí, Basili de (1899–1986), katalanischer Kapuziner
- Rubi, Christian (1897–1985), Schweizer Bergführer, Skirennfahrer, Skilehrer und Politiker
- Rubi, Christian (1899–1990), Schweizer Lehrer, Heimatforscher und Volkskundler
- Rubi, Fred (1926–1997), Schweizer Skirennfahrer und Politiker
- Rubí, Raimundo (1665–1724), spanischer Geistlicher
- Rubi, Rudolf (1918–2004), Schweizer Lehrer, Lokalhistoriker und Autor
- Rubi, Yannick (* 1995), Schweizer Unihockeyspieler
- Rubia, Juan de la (* 1982), spanischer Organist
- Rubial, Eider Gardiazábal (* 1975), spanische Politikerin (PSOE), MdEP
- Rubial, Laureano (1947–2024), spanischer Fußballspieler
- Rubiales, Luis (* 1977), spanischer Fußballspieler und -funktionärLuis Rubiales (* 1977)

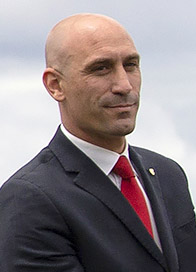
Luis Rubiales (* 1977)

- Rubianes, Pepe (1947–2009), spanischer Schauspieler
- Rubiano Sáenz, Pedro (1932–2024), kolumbianischer Geistlicher, Erzbischof von Bogotá und Kardinal der römisch-katholischen Kirche
- Rubiano, Julio (1953–2019), kolumbianischer Radrennfahrer
- Rubiano, Miguel Ángel (* 1984), kolumbianischer Radrennfahrer
- Rubião, Murilo (1916–1991), brasilianischer Schriftsteller
- Rubie, Brennan (* 1991), US-amerikanischer Skirennläufer
- Rubie-Renshaw, Anneliese (* 1992), australische Sprinterin
- Rubiella, René (* 1928), puerto-ricanischer Schauspieler
- Rubien, Waltraut (1927–2017), deutsche Pädagogin
- Rubiera, José Luis (* 1973), spanischer Radsportler
- Rübig, Paul (* 1953), österreichischer Politiker (ÖVP), Landtagsabgeordneter, MdEP
- Rubik, Anja (* 1983), polnisches Model
- Rubik, Ernő (* 1944), ungarischer Bauingenieur, Bildhauer, Architekt und Erfinder (Rubiks Zauberwürfel)Ernő Rubik (* 1944)

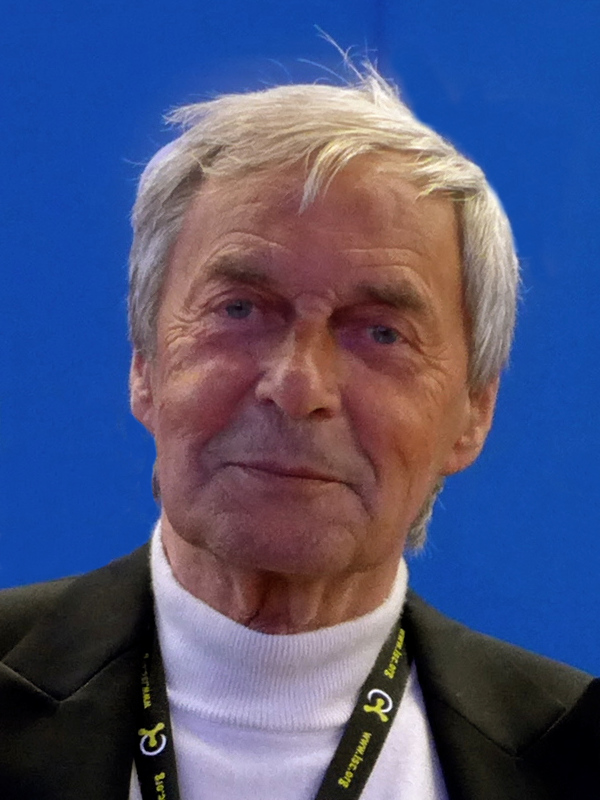
Ernő Rubik (* 1944)

- Rubik, Frieder (* 1956), deutscher Wirtschaftswissenschaftler und wissenschaftlicher Mitarbeiter des Instituts für ökologische Wirtschaftsforschung (IÖW)
- Rubik, Piotr (* 1968), polnischer Komponist
- Rubik, Silvia (* 1960), österreichische Politikerin (SPÖ), Landtagsabgeordnete und Gemeinderätin
- Rubiks, Alfrēds (* 1935), sowjetischer bzw. lettischer Politiker, MdEP
- Rubil, Goran (* 1981), kroatischer Fußballspieler
- Rubin von Dairinis († 725), Mönch und Autor der Collectio Canonum Hibernensis
- Rubin, Adolf (1890–1977), deutscher Ingenieur, Seilbahnpionier und Erfinder
- Rubin, Ahtyba (* 1986), US-amerikanischer American-Football-Spieler
- Rubin, Alan (1943–2011), US-amerikanischer Musiker
- Rubin, Andrew (1946–2015), US-amerikanischer Schauspieler
- Rubin, Andy, US-amerikanischer SoftwareentwicklerAndy Rubin

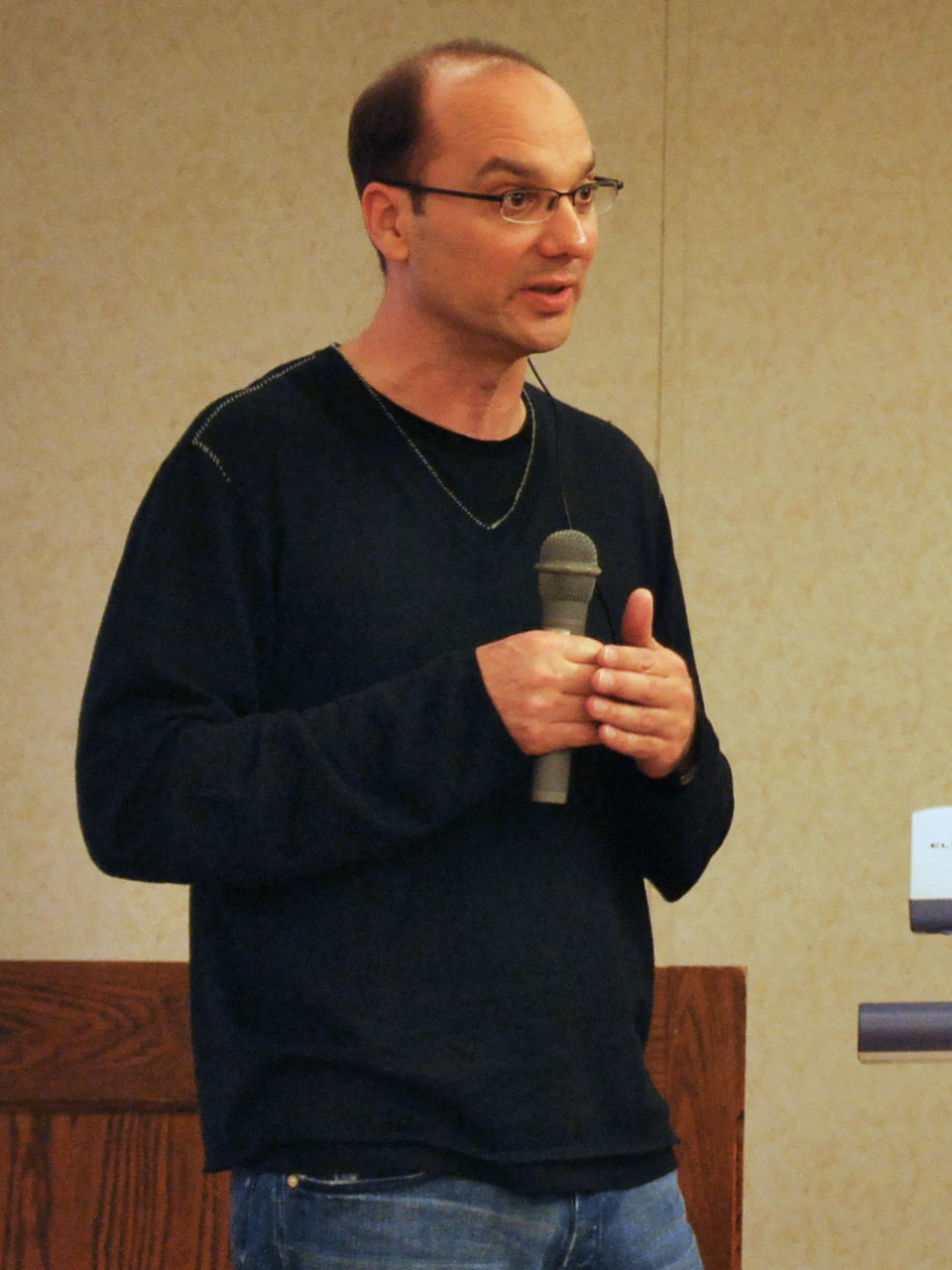
Andy Rubin

- Rubin, Arnold (1937–1988), US-amerikanischer Kunsthistoriker und Hochschullehrer
- Rubin, Aron Iljitsch (1888–1961), sowjetischer Philosoph, Literaturkritiker und Übersetzer
- Rubin, Barbara (1945–1980), US-amerikanische Experimentalfilmerin
- Rubin, Barry M. (1950–2014), amerikanisch-israelischer Sachbuchautor
- Rubin, Ben-Zion (* 1939), israelischer Politiker
- Rubin, Bernard (1896–1936), britischer Autorennfahrer
- Rubin, Berthold (1911–1990), deutscher Althistoriker und Byzantinist
- Rubin, Bruce Joel (* 1943), US-amerikanischer Drehbuchautor, Filmproduzent und Filmregisseur
- Rubin, Carol (1945–2001), US-amerikanische Filmproduzentin
- Rubin, Chanda (* 1976), US-amerikanische Tennisspielerin
- Rubin, Daniel (* 1985), Schweizer Eishockeyspieler
- Rubin, Danny (* 1957), US-amerikanischer Drehbuchautor und Dramatiker
- Rubin, Dave (* 1976), US-amerikanischer politischer Kommentator, YouTuber, Podcaster, Autor und Moderator
- Rubin, Diana (* 1974), deutsche Ernährungsmedizinerin
- Rubin, Edgar (1886–1951), dänischer Psychologe
- Rubin, Eduard (1846–1920), Schweizer Maschineningenieur
- Rubin, Ella (* 2001), US-amerikanische SchauspielerinElla Rubin (* 2001)

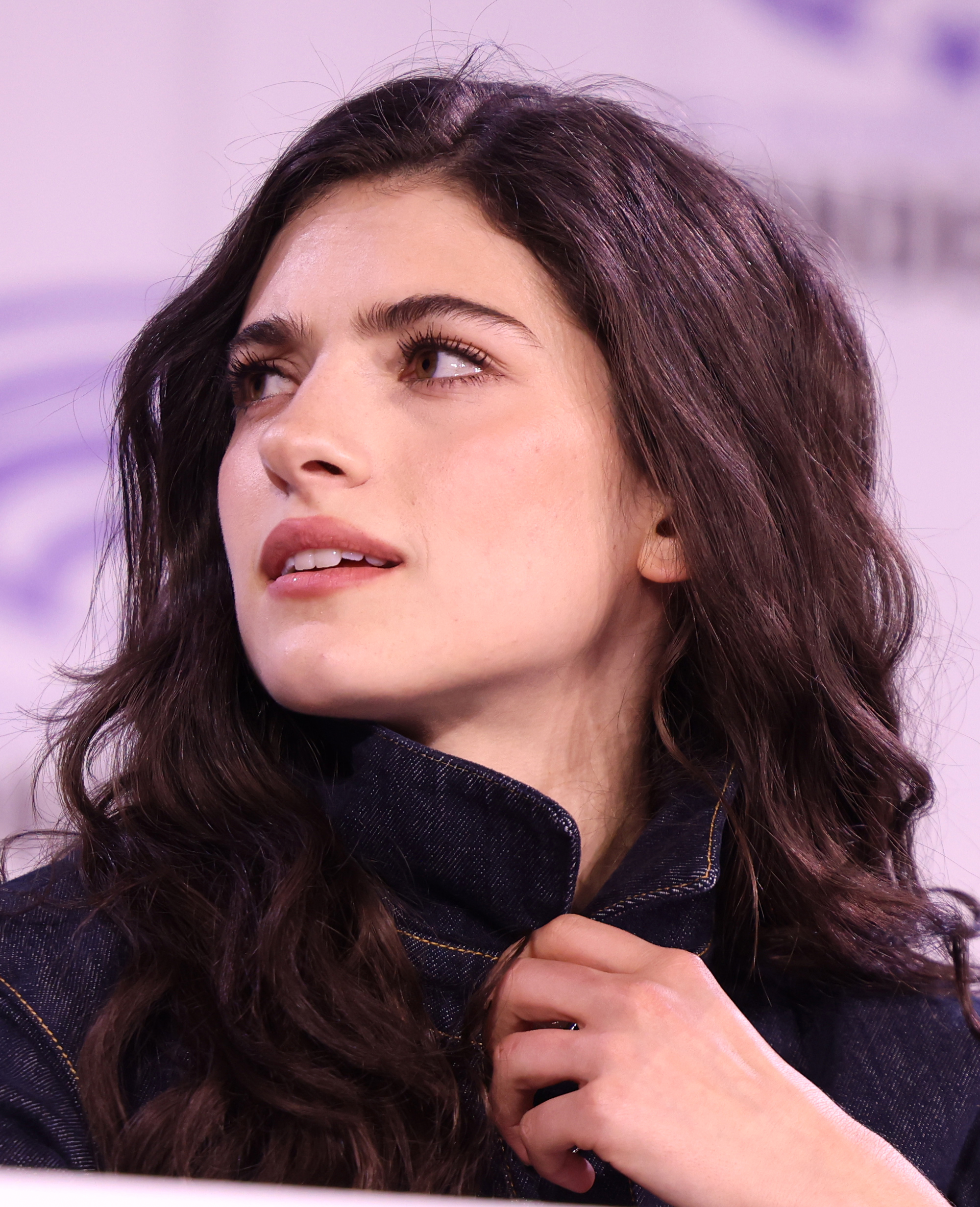
Ella Rubin (* 2001)

- Rubin, Eva (* 1945), österreichische Architektin
- Rubin, Eva Johanna (1925–2001), deutsche Illustratorin
- Rubin, Franziska (* 1968), deutsche Fernsehmoderatorin und Ärztin
- Rubin, Gayle (* 1949), US-amerikanische Feministin
- Rubin, Genia (1906–2001), russischer Mode- und Porträtfotograf und Maler
- Rubin, Gerald M. (* 1950), US-amerikanischer Molekularbiologe und Genetiker
- Rubin, Hadassah (1912–2003), polnisch-israelische Schriftstellerin des Jiddischen
- Rubin, Hans Wolfgang (1912–1986), deutscher Politiker (FDP)
- Rubin, Harriet (* 1952), US-amerikanische Schriftstellerin
- Rubin, Harry (1926–2020), US-amerikanischer Zellbiologe und Virologe
- Rubin, Helmut (* 1939), deutscher Ingenieur, österreichischer Hochschullehrer
- Rubin, Henry-Alex (* 1976), US-amerikanischer Filmregisseur und Filmproduzent
- Rubin, Isaak Iljitsch (1886–1937), russischer Ökonom
- Rubin, Jay (* 1941), US-amerikanischer Japanologe, Professor für japanische Literatur und Übersetzer
- Rubin, Jeffrey Z. (1941–1995), US-amerikanischer Psychologe, Verhandlungsforscher und Hochschullehrer
- Rubin, Jennifer (* 1962), US-amerikanische Schauspielerin
- Rubin, Jennifer (* 1962), US-amerikanische Journalistin
- Rubin, Jerry (1938–1994), US-amerikanischer SozialaktivistJerry Rubin (1938–1994)

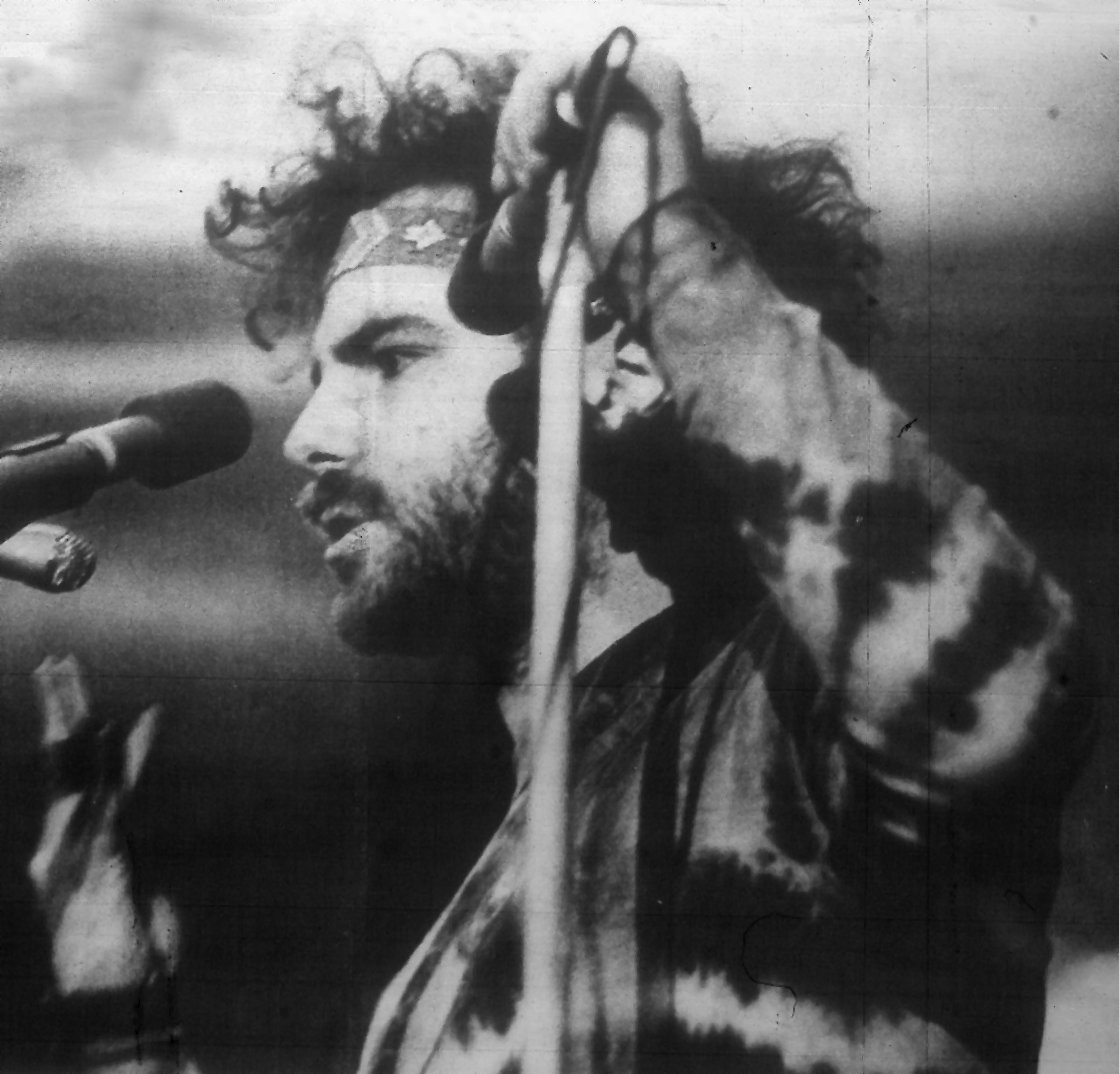
Jerry Rubin (1938–1994)

- Rubin, Joel (* 1955), US-amerikanischer Klarinettist und Klezmermusiker
- Rubin, Judith Aron (* 1936), US-amerikanische Kunsttherapeutin
- Rubin, Karl (* 1956), US-amerikanischer Mathematiker
- Rubin, Lenny (* 1996), Schweizer HandballspielerLenny Rubin (* 1996)

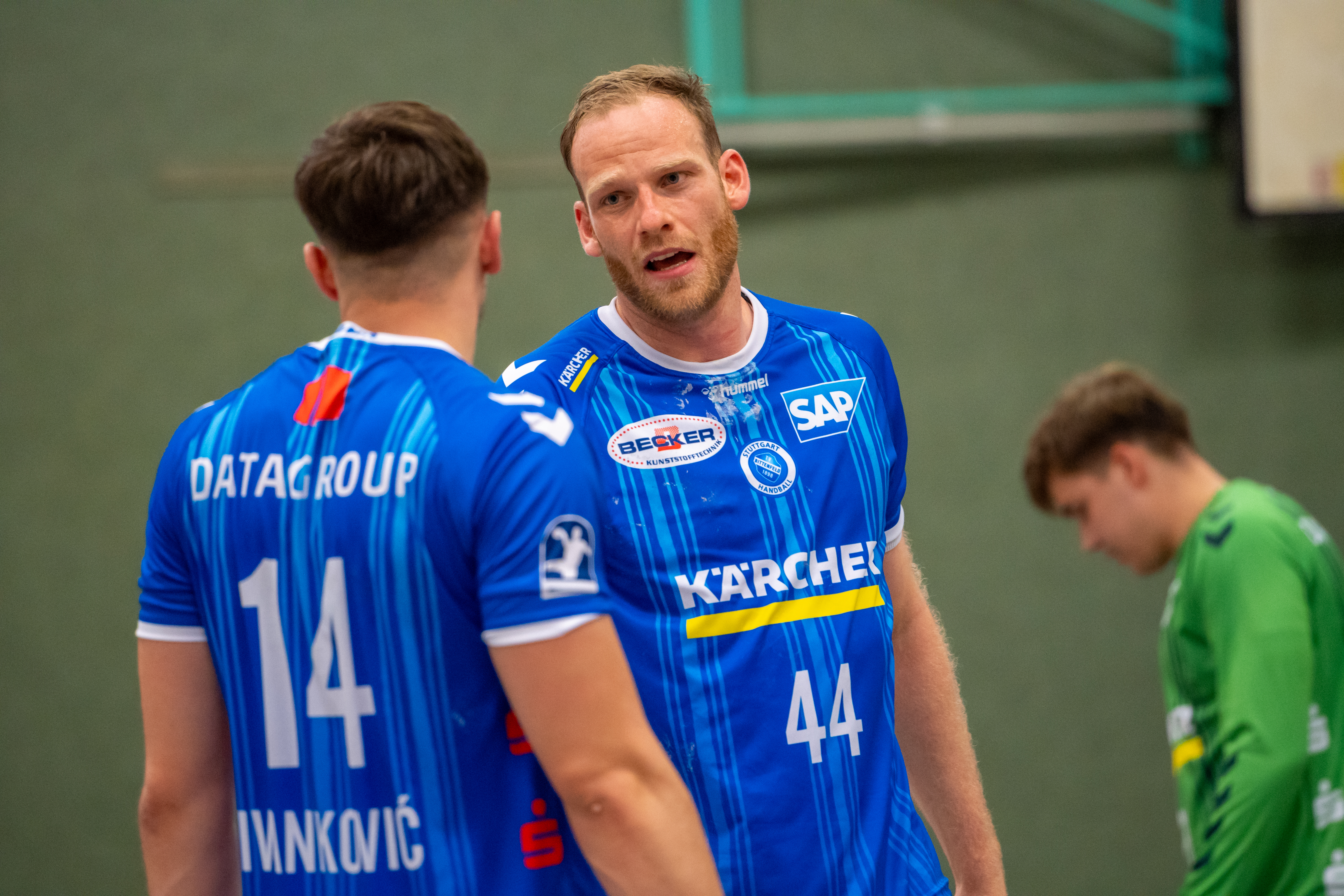
Lenny Rubin (* 1996)

- Rubin, Lothar, deutscher Fußballspieler
- Rubin, Mann (1927–2013), US-amerikanischer Drehbuchautor
- Rubin, Marcel (1905–1995), österreichischer Komponist
- Rubin, Martin (* 1964), Schweizer Handballspieler und -trainer
- Rubin, Matteo (* 1987), italienischer Fußballspieler
- Rubin, Max, Spezialist für Glücksspiel
- Rubin, Merle (1949–2006), US-amerikanische Literaturkritikerin und Wissenschaftsjournalistin
- Rubin, Michael (* 1971), US-amerikanischer Hochschullehrer, Autor und Militärberater
- Rubin, Monika (* 1987), dänische Politikerin
- Rubin, Niklas (* 1995), schwedischer Eishockeytorwart
- Rubin, Noah (* 1996), US-amerikanischer Tennisspieler
- Rubin, Paul (1942–2024), US-amerikanischer Ökonom
- Rubin, Peter (* 1942), deutscher Sänger, Moderator und Gitarrist
- Rubin, Reuven (1893–1974), rumänischstämmiger, israelischer Maler, israelischer Botschafter in Rumänien
- Rubin, Rick (* 1963), US-amerikanischer Musikproduzent, Gründer der Musik-Labels Def Jam und American RecordingsRick Rubin (* 1963)

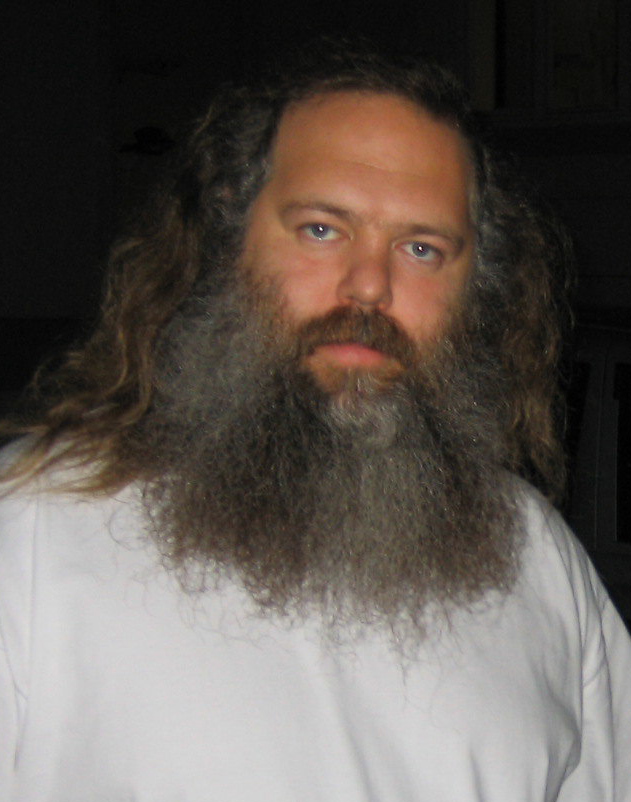
Rick Rubin (* 1963)

- Rubin, Robert (* 1938), US-amerikanischer Bankier, Geschäftsmann, Politiker, 70. Finanzminister der USA
- Rubin, Ron (1933–2020), britischer Jazzmusiker (Piano, Kontrabass)
- Rubin, Rubio (* 1996), US-amerikanisch-guatemaltekischer Fußballspieler
- Rubin, Salomon (1823–1910), jüdischer Gelehrter und Aufklärer sowie hebräischer Schriftsteller und Übersetzer in Galizien
- Rubin, Saul (* 1958), US-amerikanischer Jazzmusiker (Gitarre)
- Rubin, Sławomir (1946–2010), polnischer Radrennfahrer
- Rubin, Stan (* 1933), US-amerikanischer Bandleader und Klarinettist des Swing und Dixieland
- Rubin, Stephen (* 1937), britischer Unternehmer
- Rubin, Szilárd (1927–2010), ungarischer Schriftsteller
- Rubin, Uri (* 1944), israelischer Islamwissenschaftler
- Rubin, Valerie, deutsche Violinistin und Hochschullehrerin
- Rubin, Vanessa (* 1957), US-amerikanische Jazzmusikerin
- Rubin, Vera (1928–2016), US-amerikanische Astronomin
- Rubin, William (1927–2006), US-amerikanischer Kunsthistoriker und Kurator am Museum of Modern Art
- Rubin, Władysław (1917–1990), polnischer Geistlicher, Weihbischof in Gnesen und Kardinal
- Rubin-Vega, Daphne (* 1969), panamaisch-amerikanische Schauspielerin
- Rubina, Dina (* 1953), russisch-israelische Schriftstellerin
- Rubina, Fania (1906–1997), US-amerikanische Schauspielerin und Sängerin
- Rubinacci, Leopoldo (1903–1969), italienischer Politiker, Mitglied der Abgeordnetenkammer, Senator und Minister
- Rubinas, Pavel (* 1942), litauischer Schachspieler
- Rubinek, Gyula (1865–1922), ungarischer Politiker und Minister
- Rubinek, Saul (* 1948), kanadischer Schauspieler und FilmregisseurSaul Rubinek (* 1948)

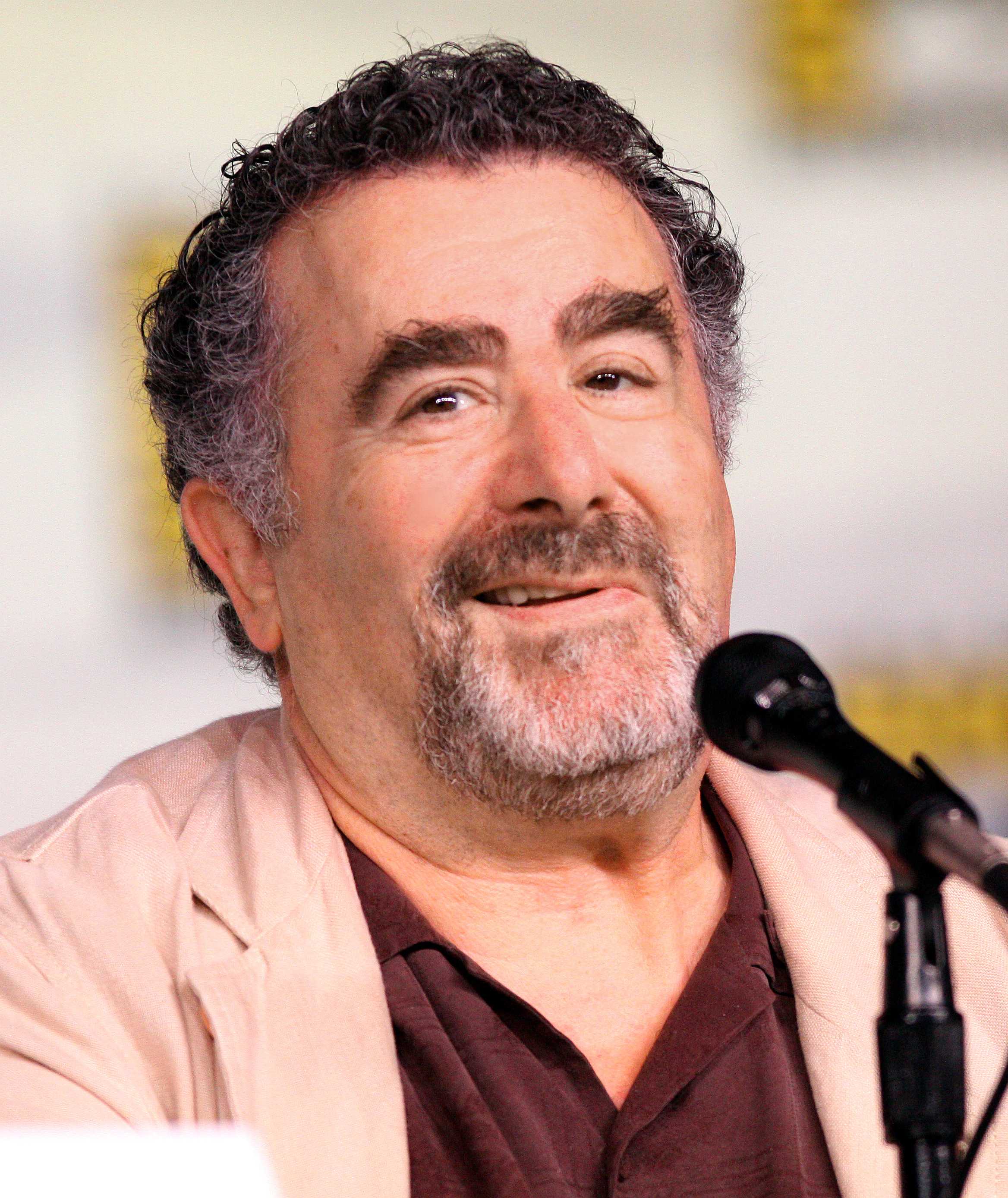
Saul Rubinek (* 1948)

- Rubiner, Frida (1879–1952), Mitbegründerin der KPD, Schriftstellerin und Übersetzerin
- Rubiner, Ludwig (1881–1920), deutscher Dichter, Literaturkritiker und Essayist des Expressionismus
- Rubiner, Wilhelm (1851–1925), Schriftsteller in Berlin
- Rubinger, David (1924–2017), israelischer Fotograf und Fotojournalist
- Rubingh, Iepe (1974–2020), niederländischer Aktionskünstler und Erfinder der Kampfsportart Schachboxen
- Rubinho (* 1982), brasilianischer Fußballtorhüter
- Rubini, Cesare (1923–2011), italienischer Basketballtrainer und -spieler sowie Wasserballspieler
- Rubini, Giovanni Battista (1795–1854), italienischer Opernsänger (Tenor)
- Rubini, Giulia (* 1935), italienische Schauspielerin
- Rubini, Niccolò de († 1505), italienischer römisch-katholischer Bischof
- Rubini, Olinto (1934–2012), brasilianischer Fußballspieler
- Rubini, Sergio (* 1959), italienischer SchauspielerSergio Rubini (* 1959)

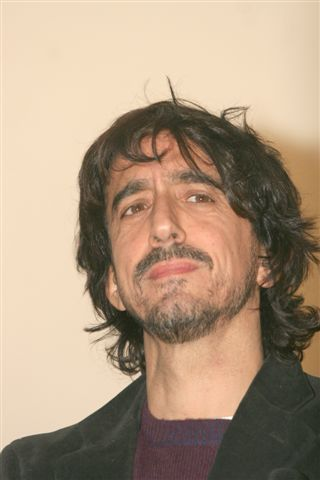
Sergio Rubini (* 1959)

- Rubini, Stefania (* 1992), italienische Tennisspielerin
- Rubink, Tim (* 1988), deutscher Fußballspieler
- Rubino, Antonio (1880–1964), italienischer Illustrator, Kinderbuchautor, Regisseur und Comiczeichner
- Rubino, Beth A., US-amerikanische Szenenbildnerin
- Rubino, Bonaventura († 1668), italienischer Organist und Komponist
- Rubino, Giorgio (* 1986), italienischer Geher
- Rubino, José, uruguayischer Politiker
- Rubino, Joseph (1799–1864), deutscher Althistoriker
- Rubino, Raphael (* 1971), deutscher Schauspieler
- Rubino, Renzo (* 1988), italienischer Popsänger
- Rubino, Sergio (1948–2021), italienischer Keramikkünstler, Maler und Bildhauer
- Rubinoff, Ed (* 1935), US-amerikanischer Tennisspieler
- Rubinoff, Marla (* 1967), US-amerikanische Schauspielerin
- Rubiños, Luis (* 1940), peruanischer Fußballtorwart
- Rubinova, Evgenia (* 1977), deutsche Pianistin
- Rubinowicz, Dawid (1927–1942), polnischer Tagebuch-Autor
- Rubinowicz, Wojciech (1889–1974), polnischer Physiker
- Rubinowitz, Tex (* 1944), amerikanischer Rockabillymusiker
- Rubinowitz, Tex (* 1961), deutscher Zeichner, Maler, Cartoonist, Autor und Reisejournalist
- Rubinroth, Johanna (* 1975), deutsche Autorin
- Rubins, Andrejs (1978–2022), lettischer Fußballspieler
- Rubins, Kathleen (* 1978), US-amerikanische Astronautin
- Rubīns, Kristiāns (* 1997), lettischer Eishockeyspieler
- Rubinstein, Akiba (1880–1961), polnischer Schachmeister
- Rubinstein, Amnon (1931–2024), israelischer Politiker, Minister und Knesset-Abgeordneter
- Rubinstein, Anton Grigorjewitsch (1829–1894), russischer Komponist, Pianist, DirigentAnton Grigorjewitsch Rubinstein (1829–1894)

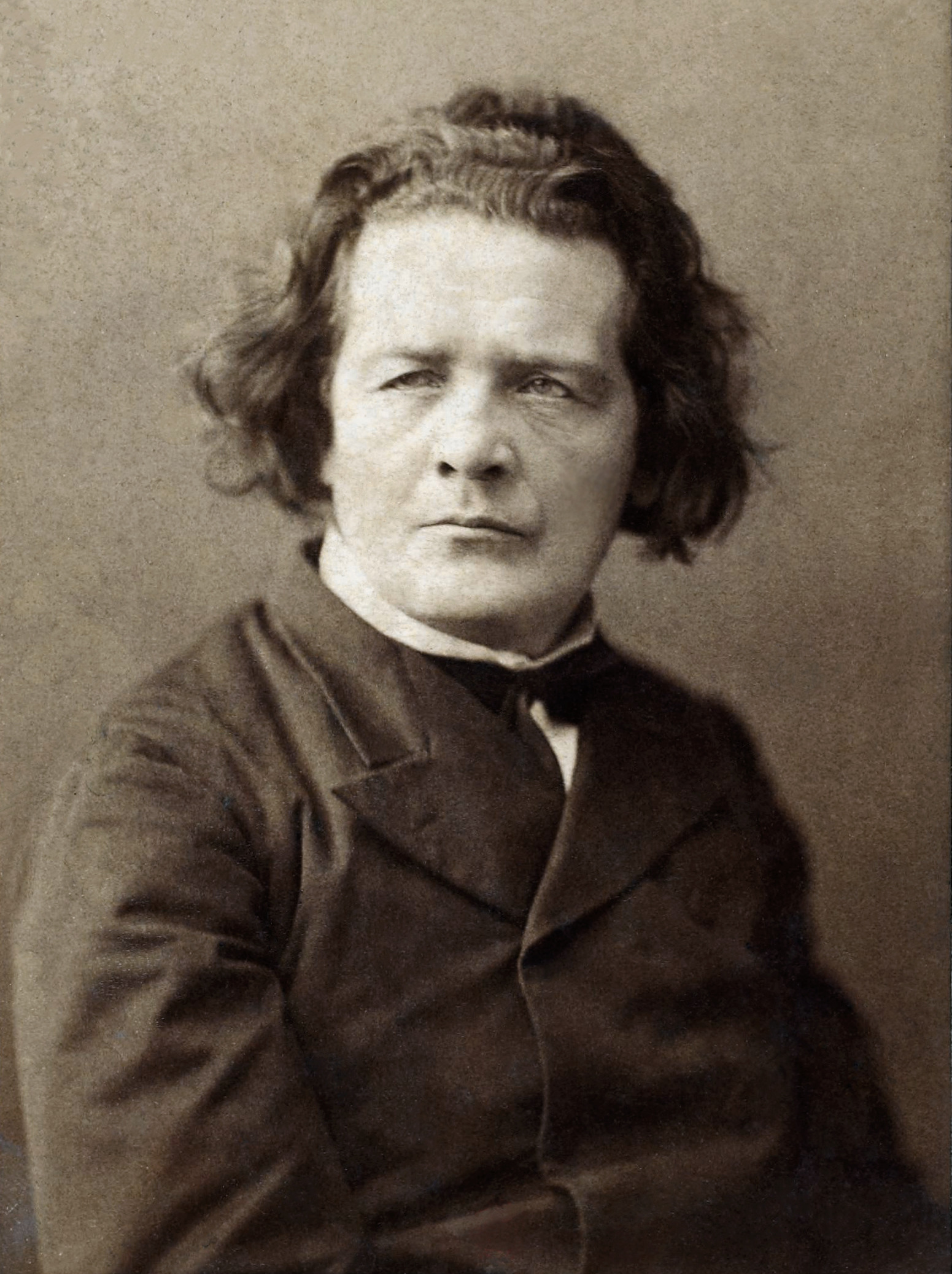
Anton Grigorjewitsch Rubinstein (1829–1894)

- Rubinstein, Ariel (* 1951), israelischer Wirtschaftswissenschaftler
- Rubinstein, Arthur B. (1938–2018), US-amerikanischer Komponist
- Rubinstein, Artur (1887–1982), polnisch-US-amerikanischer PianistArtur Rubinstein (1887–1982)

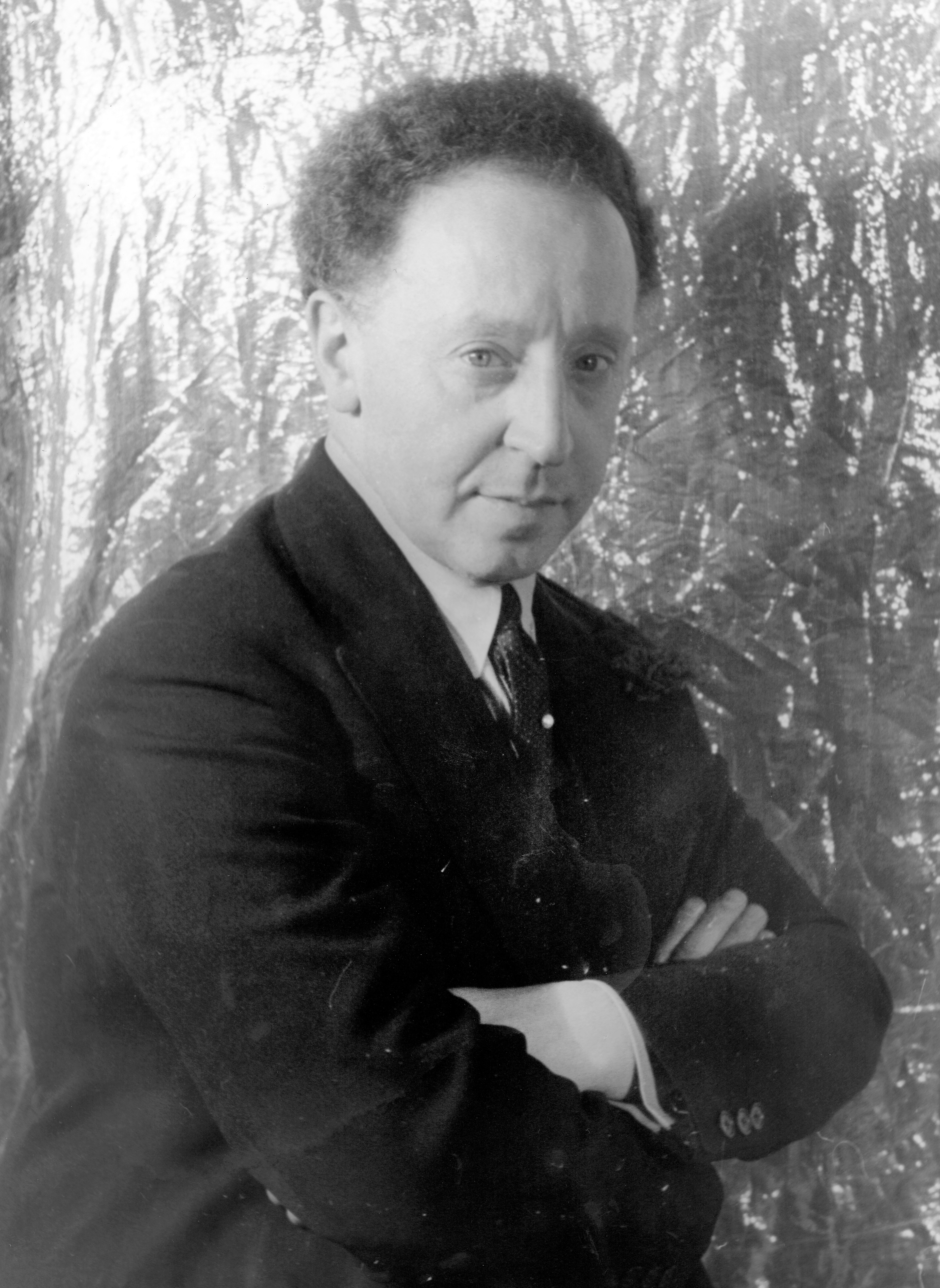
Artur Rubinstein (1887–1982)

- Rubinstein, Eljakim (* 1947), israelischer Jurist und Diplomat
- Rubinstein, Gillian (* 1942), britische Autorin
- Rubinstein, Gretty (1947–2001), rumänisch-israelische Malerin, Grafikerin und Illustratorin
- Rubinstein, Helena (1872–1965), polnisch-amerikanische Kosmetikunternehmerin
- Rubinstein, Hilde (1904–1997), deutsche Malerin und Dichterin
- Rubinstein, Ida (1885–1960), russische Tänzerin, Schauspielerin und Choreografin
- Rubinstein, J. Hyam (* 1948), australischer Mathematiker
- Rubinstein, Jewgenija Samoilowna (1891–1981), russische bzw. sowjetische Klimatologin und Hochschullehrerin
- Rubinstein, Joe (* 1958), US-amerikanischer Comiczeichner
- Rubinstein, John (* 1946), US-amerikanischer Schauspieler und Komponist von Filmmusiken
- Rubinstein, Joseph (1847–1884), russisch-jüdischer Pianist sowie Anhänger und Mitarbeiter Richard Wagners
- Rubinstein, Julian (* 1968), US-amerikanischer Autor und Journalist
- Rubinstein, Lew Semjonowitsch (1947–2024), sowjetischer bzw. russischer Dichter und Essayist
- Rubinstein, Maria (1914–1942), russisch-polnische Tänzerin
- Rubinstein, Mark (1944–2019), US-amerikanischer Ökonom
- Rubinstein, Modest Iossifowitsch (1889–1969), sowjetischer Ökonom
- Rubinstein, Nikolai Grigorjewitsch (1835–1881), russischer Pianist, Dirigent, Musikpädagoge und KomponistNikolai Grigorjewitsch Rubinstein (1835–1881)

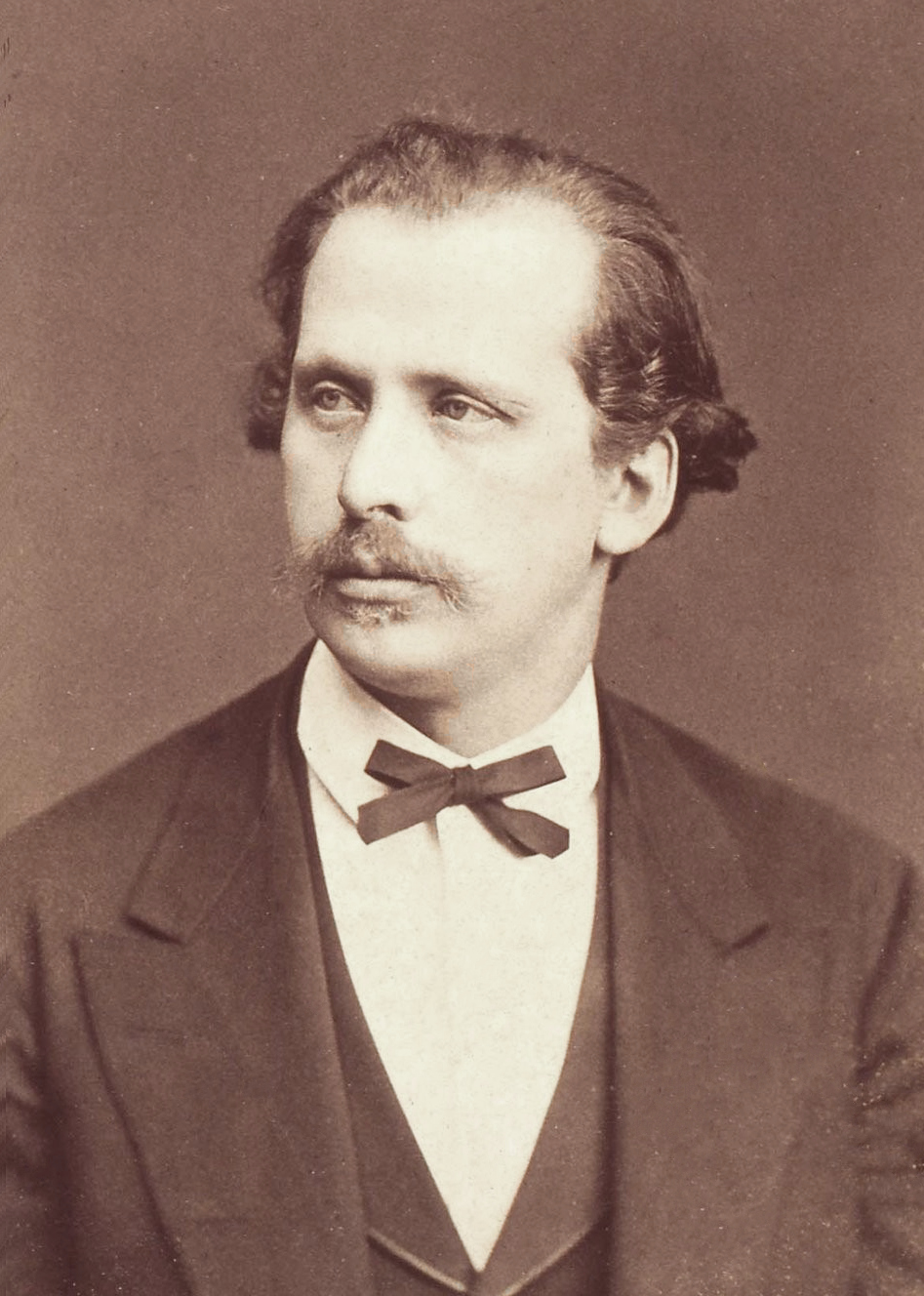
Nikolai Grigorjewitsch Rubinstein (1835–1881)

- Rubinstein, Nina (1908–1996), US-amerikanische Soziologin und Übersetzerin mit mehrfachem Exilschicksal
- Rubinstein, Renate (1929–1990), deutsch-niederländische Schriftstellerin und Kolumnistin
- Rubinstein, Roman (1917–1999), deutscher Widerstandskämpfer und KZ-Häftling; Redakteur und Verlagslektor
- Rubinstein, Ronen (* 1993), amerikanischer Filmschauspieler
- Rubinstein, Sergei Leonidowitsch (1889–1960), sowjetischer Psychologe
- Rubinstein, Simon († 1942), österreichischer Schachspieler
- Rubinstein, Susanna (1847–1914), österreichische Psychologin
- Rubinstein, Sylvin (1914–2011), russisch-polnischer Tänzer und Widerstandskämpfer
- Rubinstein, Yaakov, israelischer Geiger
- Rubinstein, Yael, israelische Diplomatin
- Rubinstein, Zelda (1933–2010), US-amerikanische SchauspielerinZelda Rubinstein (1933–2010)

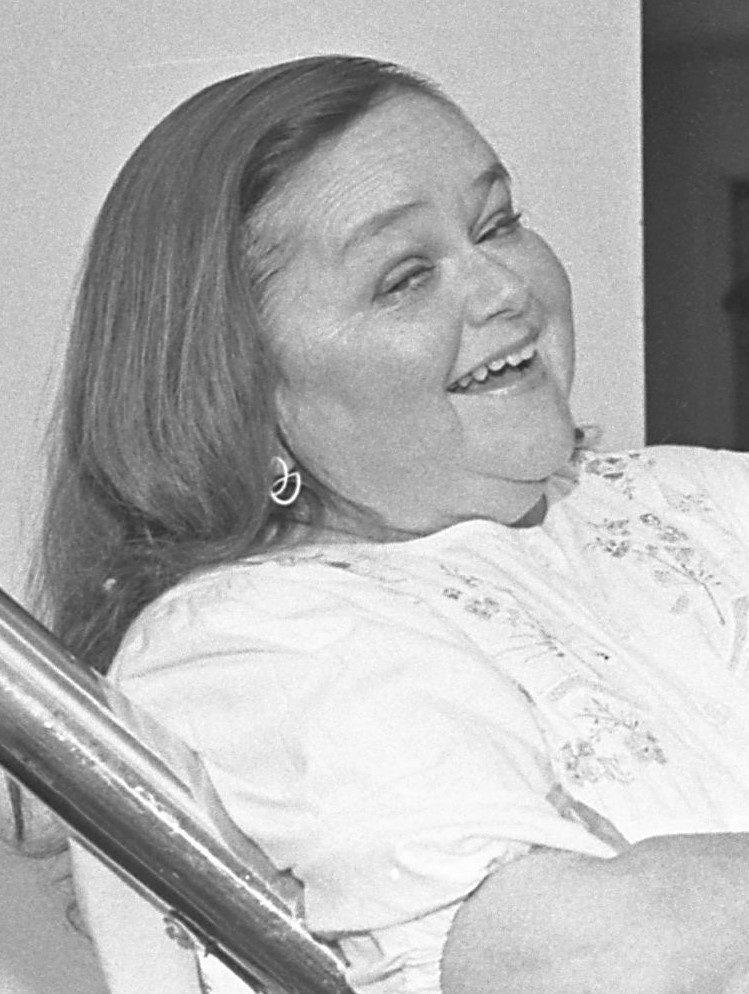
Zelda Rubinstein (1933–2010)

- Rubinšteins, Haims (* 1921), lettischer Fußballspieler
- Rubio Buedo, Miguel Ángel (* 1961), spanischer Fußballtrainer
- Rubio Castro, Ángel (* 1939), spanischer Geistlicher, emeritierter Bischof von Segovia
- Rubio Fauria, Óscar (* 1984), spanischer Fußballspieler
- Rubio García, Andrés María (1924–2006), uruguayischer römisch-katholischer Bischof
- Rubió i Balaguer, Jordi (1887–1982), spanischer Bibliothekar, Romanist und Katalanist
- Rubió i Lluch, Antoni (1856–1937), spanischer Historiker, Gräzist, Romanist, Hispanist und Katalanist
- Rubió i Ors, Joaquim (1818–1899), katalanischer Lyriker und Dramatiker
- Rubio Kostner, Eduardo (* 1983), chilenischer Fußballspieler
- Rubio Ríos, María Eugenia, mexikanische Fußballspielerin
- Rubio Robles, Álvaro (* 1979), spanischer Fußballspieler
- Rubio Sivodedov, Christian (* 1997), schwedischer Fußballspieler
- Rubio y Montiél, Saturnino (1889–1971), spanischer römisch-katholischer Geistlicher und Bischof von Osma-Soria
- Rubio y Peralta, José María (1864–1929), spanischer Ordensgeistlicher, Jesuit und Heiliger
- Rubio, Alfonso, mexikanischer Fußballspieler
- Rubio, Ángel (* 1965), spanischer theoretischer Physiker und Direktor am Max-Planck-Institut für Struktur und Dynamik der Materie
- Rubio, Antonio (1882–1953), uruguayischer Politiker
- Rubio, Diego (* 1993), chilenischer Fußballspieler
- Rubio, Einer (* 1998), kolumbianischer Radrennfahrer
- Rubio, Francisco (* 1953), französischer Fußballspieler und -trainer
- Rubio, Francisco (* 1975), US-amerikanischer Arzt, Pilot und Astronaut
- Rubio, Gaspar (1907–1983), spanischer Fußballspieler und -trainer
- Rubio, Hugo (* 1960), chilenischer Fußballspieler
- Rubio, Ildefonso (* 1939), chilenischer Fußballspieler
- Rubio, Israel José (* 1981), venezolanischer Gewichtheber
- Rubio, Jesús (* 1994), andorranischer Fußballspieler
- Rubió, Joan (1870–1952), katalanischer Architekt des Modernisme
- Rubio, Jordi (* 1987), andorranischer Fußballspieler
- Rubio, José (1931–2012), spanischer Schauspieler
- Rubio, José Luis (* 1996), mexikanischer Beachvolleyballspieler
- Rubio, Juana Francisca (1911–2008), spanische Sozialistin, Feministin, Malerin und Illustratorin
- Rubio, Léa (* 1991), französische Fußballspielerin
- Rubio, Marco (* 1971), US-amerikanischer Politiker (Republikaner)Marco Rubio (* 1971)

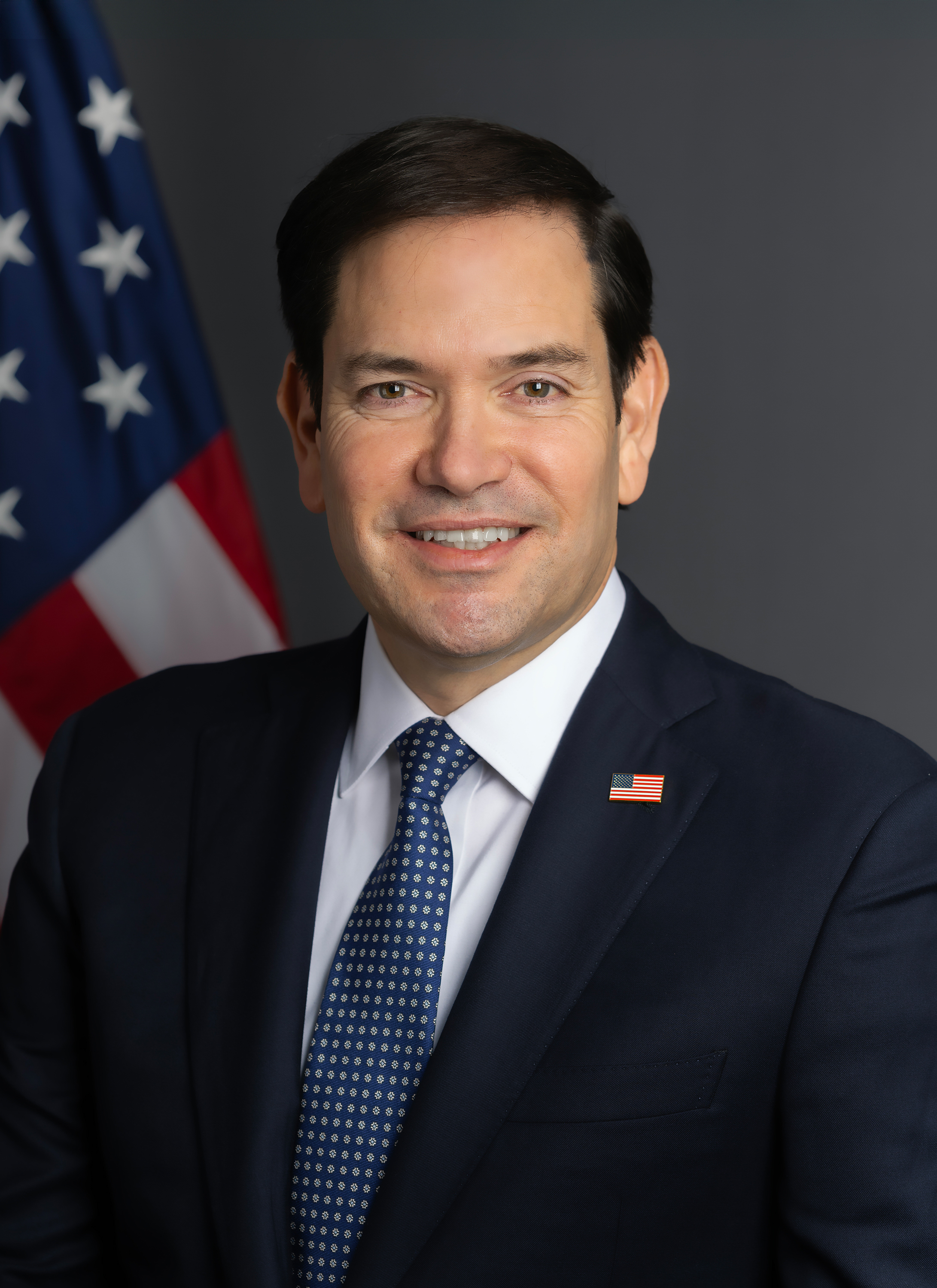
Marco Rubio (* 1971)

- Rubio, Marco Antonio (* 1980), mexikanischer Boxer
- Rubio, María Celia, uruguayische Politikerin
- Rubio, Matías (* 1988), chilenischer Fußballspieler
- Rubio, Oriol (* 1997), spanischer Eishockeyspieler
- Rubio, Óscar (* 1988), mexikanischer Eishockeyspieler
- Rubio, Patricio (* 1989), chilenischer Fußballspieler
- Rubio, Paulina (* 1971), mexikanische Sängerin und Schauspielerin
- Rubio, Ricky (* 1990), spanischer Basketballspieler
- Rubio, Rigoberto, chilenischer Brigadegeneral
- Rubio, Roberto (1917–2011), uruguayischer Politiker
- Rubio, Rodrigo (1931–2007), spanischer Schriftsteller
- Rubio, Sergio (* 1958), mexikanischer Fußballspieler
- Rubio, Sheryl (* 1992), venezolanische Sängerin, Schauspielerin und Model
- Rubio, Tania (* 1987), mexikanische Komponistin
- Rubirola, Michèle (* 1956), französische Politikerin (EELV)
- Rubirosa, Porfirio (1909–1965), dominikanischer Diplomat und LebemannPorfirio Rubirosa (1909–1965)

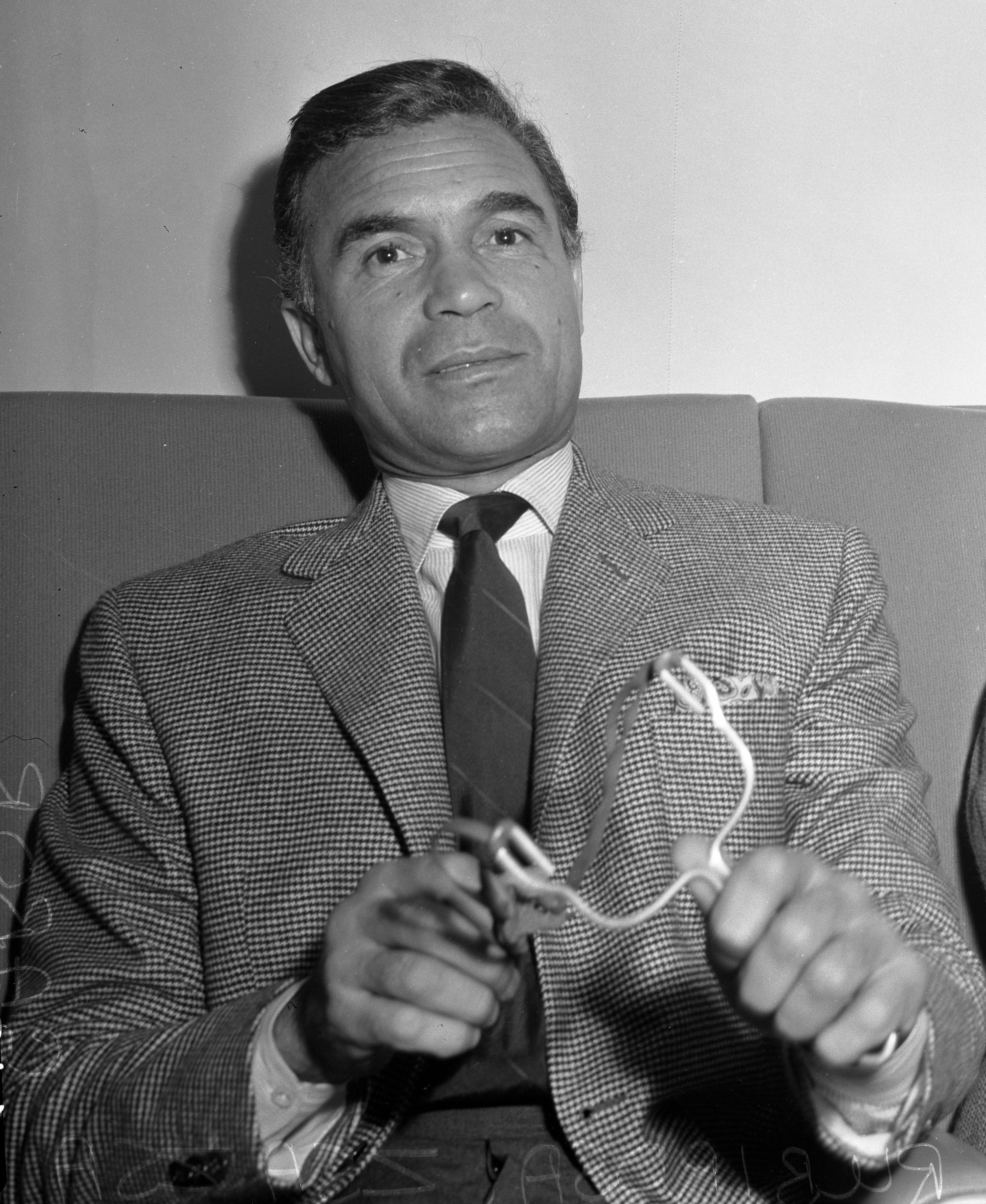
Porfirio Rubirosa (1909–1965)

- Rubiś, Józef (1931–2010), polnischer Skilangläufer und Biathlet
- Rubisoier, Daniel (* 1982), österreichischer Mountainbikefahrer
- Rubit, Augustine (* 1989), US-amerikanischer Basketballspieler
- Rubius, El (* 1990), spanischer YouTuber und Streamer
- Rubiyatmoko, Robertus (* 1963), indonesischer Geistlicher, Erzbischof von Semarang

### Rubk
- Rübke, Jutta (* 1947), deutsche Politikerin (SPD), MdL

### Rubl
- Rublack, August (1787–1854), deutscher Bühnenschriftsteller und Arzt
- Rublack, Elena (* 1958), US-amerikanische Schauspielerin und Sängerin
- Rublack, Hans-Christoph (1932–2006), deutscher Historiker und Hochschullehrer
- Rublack, Susanne (* 1962), deutsche Juristin und Richterin
- Rublack, Ulinka (* 1967), deutsche Historikerin und Autorin
- Rublee, George (1868–1957), US-amerikanischer Rechtsanwalt
- Rubļevska, Jeļena (* 1976), lettische Pentathletin und Fechterin
- Rublewski, Sergei Wladimirowitsch (* 1974), russischer Schachspieler
- Rubley, Anna, US-amerikanische Schauspielerin
- Rubley, Thea (* 1989), US-amerikanische Schauspielerin
- Rublico, Santiago (* 2005), philippinisch-spanischer Fußballspieler
- Rubljow, Andrei († 1430), russischer Ikonenmaler
- Rubljow, Andrei Andrejewitsch (* 1997), russischer TennisspielerAndrei Andrejewitsch Rubljow (* 1997)

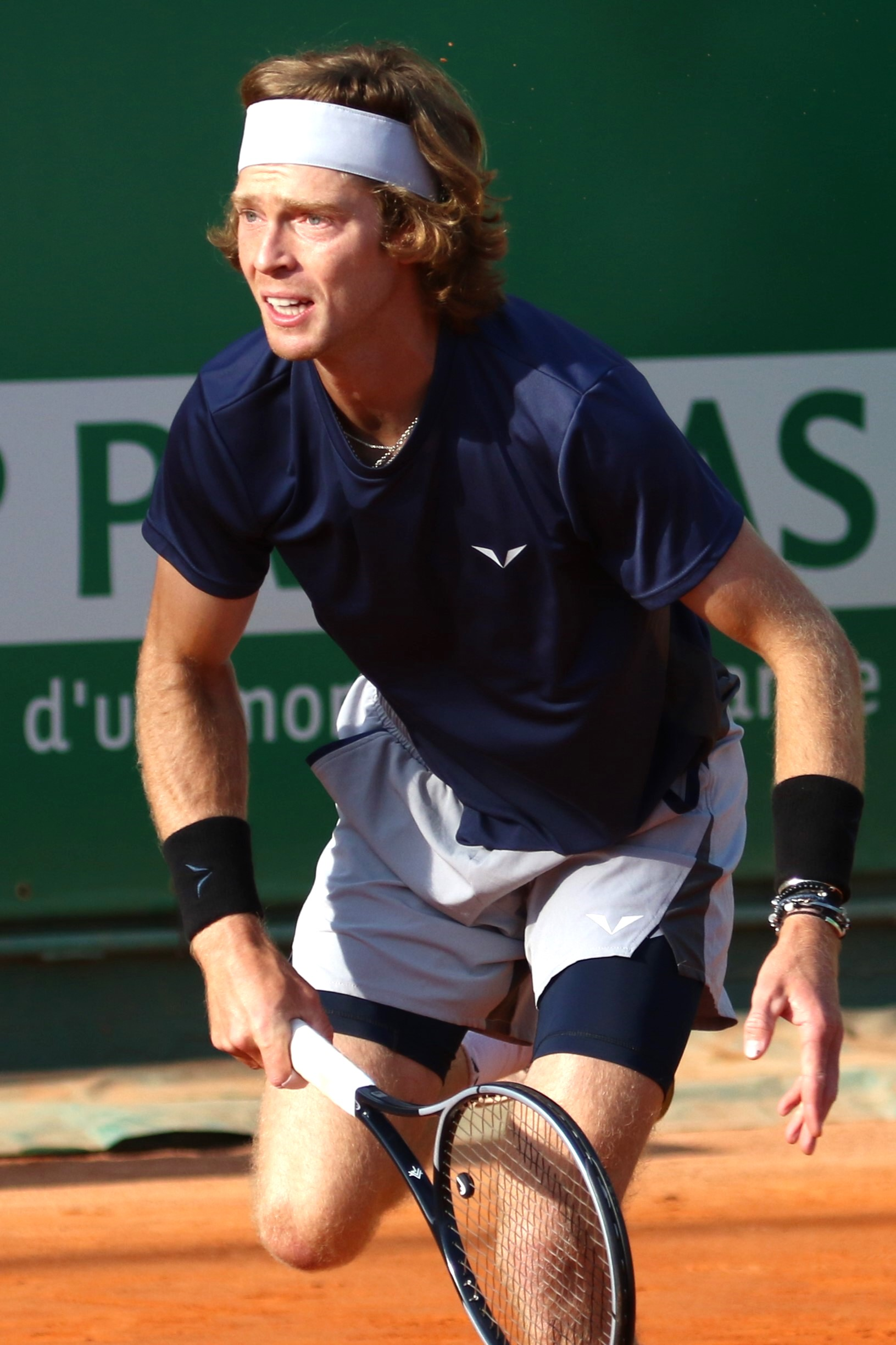
Andrei Andrejewitsch Rubljow (* 1997)

- Rubljowa, Jekaterina Borissowna (* 1985), russische Eiskunstläuferin
- Rubljowa, Olga Wiktorowna (* 1974), russische Weitspringerin
- Rubly, Otto (* 1957), deutscher Politiker (CDU) und Landrat

### Rubn
- Rubner, Anna (1883–1968), österreichisch-deutsche Bühnenschauspielerin, Theaterleiterin und Regisseurin
- Rübner, Cornelius (1853–1929), dänischer Pianist, Komponist und Musikpädagoge
- Rubner, Gustav (1810–1882), deutscher Arzt und Abgeordneter in Bayern
- Rubner, Hans (1932–2009), italienischer Politiker (Südtirol)
- Rübner, Hartmut (* 1960), deutscher Politikwissenschaftler und Publizist
- Rubner, Heinrich (1925–2017), deutscher Historiker, Forstwissenschaftler und Hochschullehrer
- Rubner, Jeanne (* 1961), deutsche Journalistin und Autorin
- Rubner, Karl (1901–1988), deutscher Politiker (SPD), MdL, Gewerkschafter und Widerstandskämpfer
- Rubner, Konrad (1886–1974), deutscher Forstwissenschaftler
- Rübner, Kurt (1875–1965), deutscher Graphiker
- Rubner, Max (1854–1932), deutscher Physiologe und Hygieniker
- Rübner, Tuvia (1924–2019), israelischer Lyriker und Literaturwissenschaftler
- Rubner, Uli (* 1959), Schweizer Journalistin und Medienmanagerin

### Rubo
- Rubo, Ernst (* 1916), deutscher Ingenieur und Hochschullehrer
- Rübo, Jano (* 2002), deutscher Judoka
- Rubottom, Roy R. (1912–2010), US-amerikanischer Diplomat, Politikwissenschaftler und Hochschullehrer
- Rubow, Ernst (1880–1958), deutscher Lehrer, Historiker und Geograph
- Rubow, Oli (* 1972), deutscher Schlagzeuger
- Rubowitz, Alexander (* 1929), jüdischer UntergrundkämpferAlexander Rubowitz (* 1929)

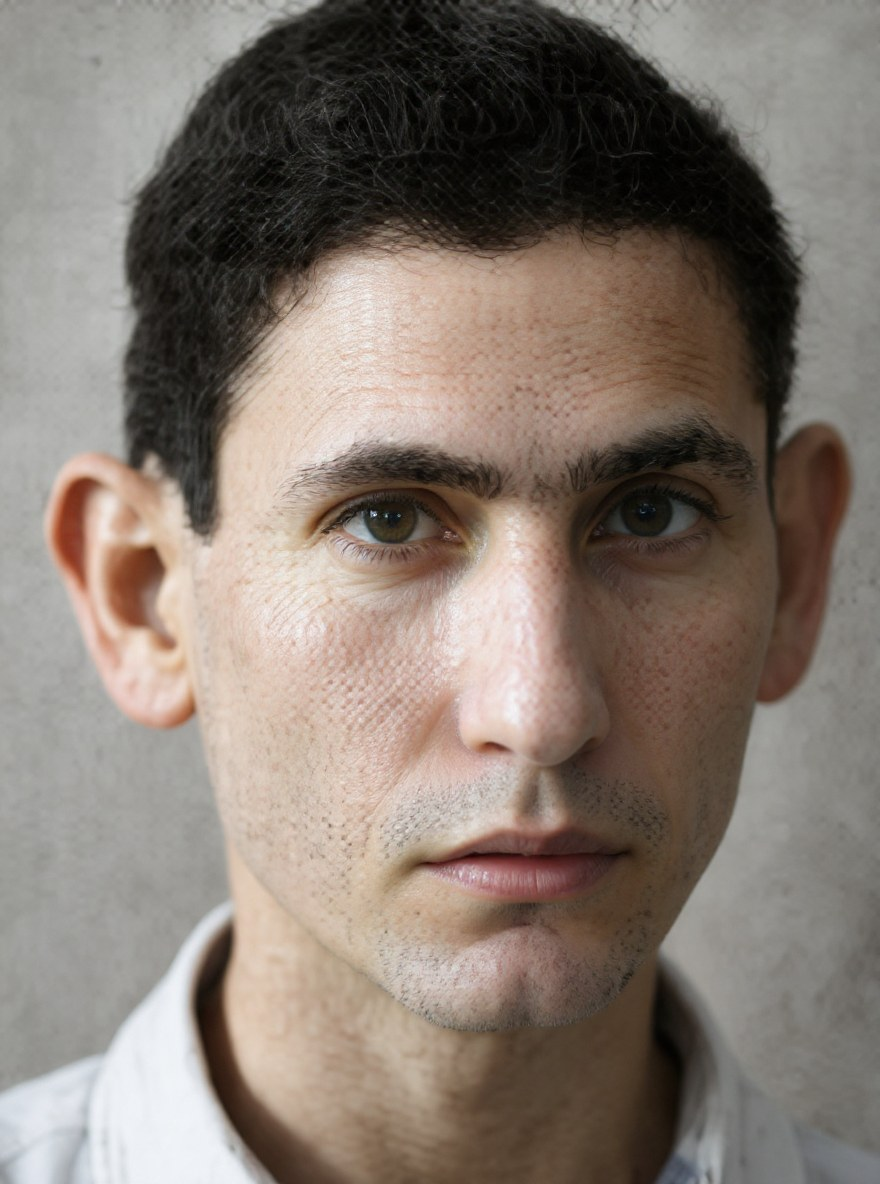
Alexander Rubowitz (* 1929)

### Rubr
- Rubr(ius), Marcus, antiker römischer Toreut
- Rubritius, Hans (1876–1943), österreichischer Urologe
- Rubrius Aelius Nepos, Titus, römischer Suffektkonsul (79)
- Rubrius Ruga, Marcus, römischer Politiker, einer der Verschwörer gegen Gaius Iulius Caesar

### Rubs
- Rübsaamen, Dieter (* 1937), deutscher Maler und Grafiker
- Rübsaamen, Ewald Heinrich (1857–1919), deutscher Naturwissenschaftler
- Rübsahmen, Johannes (1830–1873), deutscher Jurist und Politiker des Zentrums
- Rübsam, Henning, deutscher Choreograf und Tänzer
- Rübsam, Johann Joseph (1792–1868), Apotheker und Mitglied der kurhessischen Ständeversammlung
- Rübsam, Josef (1822–1886), deutscher Richter und Parlamentarier
- Rübsam, Josef (1854–1927), deutscher Historiker und Archivar
- Rübsam, Jupp (1896–1976), deutscher Bildhauer
- Rübsam, Peter (* 1941), deutscher Bildhauer und Musiker
- Rübsam, Rolf (1937–2021), deutscher Lehrer, Heimatforscher und Autor
- Rübsam, Wolfgang (* 1946), deutscher Organist, Pianist, Komponist und Musikpädagoge
- Rübsamen, Alois (1939–2013), deutscher Politiker (CDU), Landrat des Landkreises Lörrach
- Rubsamen, Glen (* 1957), US-amerikanischer bildender Künstler und Autor
- Rübsamen, Ove (* 1956), schwedischer Fußballspieler und -trainer
- Rübsamen, Traudel (* 1954), deutsche Botanikerin
- Rübsamen-Schaeff, Helga (* 1949), deutsche Chemikerin und Managerin
- Rubšys, Antanas (1923–2002), litauischer katholischer Theologe

### Rubt
- Rubtschakowa, Kateryna (1881–1919), ukrainische Schauspielerin und Opernsängerin
- Rubtschinski, Goscha (* 1984), russischer Modedesigner, Fotograf und Gründer des nach ihm benannten Streetwear-Modelabels ГОША РУБЧИНСКИЙ
- Rubtsov, Anton (* 1987), deutscher Schauspieler

### Rubu
- Rubugunday, R. K. (1918–2000), indischer Mathematiker
- Rubuntja, Wenten (1923–2005), australischer Künstler und politischer Aktivist, Aborigine
- Rubusana, Walter Benson (1858–1936), südafrikanischer Politiker (SANNC)

### Rubw
- Rubwejanga, Frédéric (* 1931), ruandischer Geistlicher, emeritierter römisch-katholischer Bischof von Kibungo

### Ruby
- Ruby (* 1972), US-amerikanische ehemalige PornodarstellerinRuby (* 1972)

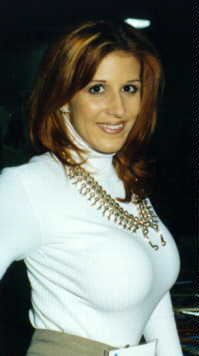
Ruby (* 1972)

- Ruby, Georg (* 1953), deutscher Jazzpianist und -komponist
- Ruby, Harry (1895–1974), US-amerikanischer Drehbuchautor, Komponist und Texter
- Ruby, Jack († 1989), jamaikanischer Musikproduzent und Soundsystem-Betreiber
- Ruby, Jack (1911–1967), US-amerikanischer Mörder des Kennedy-Attentäters Lee Harvey Oswald
- Ruby, Joe (1933–2020), US-amerikanischer Trickfilmzeichner, Schriftsteller, Fernsehproduzent und Musikredakteur
- Ruby, Karine (1978–2009), französische Snowboarderin
- Ruby, Lloyd (1928–2009), US-amerikanischer Autorennfahrer
- Ruby, Luis (* 1970), deutscher literarischer Übersetzer
- Ruby, Othmar (* 1951), österreichischer Motocross-Fahrer
- Ruby, Sigrid (* 1968), deutsche Kunsthistorikerin
- Ruby, Sterling (* 1972), US-amerikanischer Künstler
- Ruby, Sunshine (* 1939), US-amerikanische Country-Musikerin

### Rubz
- Rubzow, Alexei Wjatscheslawowitsch (* 1988), russischer Sportkletterer
- Rubzow, Andrei Borissowitsch (* 1982), russischer Oboist, Dirigent und Komponist
- Rubzow, Igor Alexandrowitsch (* 1980), russischer Tischtennisspieler
- Rubzow, Nikolai Michailowitsch (1936–1971), russischer Dichter
- Rubzowa, Olga Nikolajewna (1909–1994), sowjetische Schachspielerin und Schachweltmeisterin
- Rubzowa, Tatjana Alexejewna (* 1962), russische Schachspielerin